# 太田市
太田市（おおたし）は、群馬県の南部、東毛地区にある市。人口は約22万人で、県内では高崎市、前橋市に続き3番目に多い。県内では西に隣接する伊勢崎市とともに施行時特例市に指定されている。
SUBARUの企業城下町であり、製造品出荷額等が3兆円に迫る北関東工業地域最大の工業都市である。隣接する桐生市や栃木県足利市と共に両毛地域を形成する。1948年の市制施行当時の区域は旧新田郡。現在の市は、旧山田郡・新田郡の区域で構成される。人口増加率は県内有数の伸びを示している。伊勢崎市（人口は約21万人・県下4位）とわずかの差で拮抗しており、両市とも人口は増加している。
「太田」の発音アクセントは、一般的には「おおた」であるのに対し、地元住民は「おおた」と発音する。なお、太田市や太田駅と続いて言う場合は一般的なアクセントになる。

## 概要

太田市中心部周辺の空中写真。市街地の中央に太田駅。駅の北東に見える楕円形の車両テストコースおよび工場が富士重工業（現在のSUBARU）群馬製作所本工場である。また、画像中央最下部に見える規模の大きな構造物もSUBARU矢島工場である。
2023年1月20日撮影の16枚を合成作成。。

東京都心から北西に約86 km、県庁所在地である前橋市からは東に約30 km、高崎市からは同じく東に約40 kmに位置する。
江戸時代には大光院の門前町・日光例幣使街道の宿場町（太田宿）として発達した。
大正期以降は、現在のSUBARUとその前身である中島飛行機・富士重工業の企業城下町として飛躍的な発展を遂げた。工業統計調査によると、2020年（令和2年）の工業製品出荷額等は2兆9865億2838万円で全国11位。これは、広島市に匹敵する規模を誇り、浜松市や京都市、北九州市といった政令指定都市を上回る関東内陸工業地域を代表する工業都市である。工業製品の製造品出荷額等に占める輸送用機器の割合は7割を超え、SUBARU（旧富士重工）を中心に坂本工業やしげる工業、東亜工業、イチタンといった関連メーカーの拠点の他、日野自動車新田工場など、自動車産業の集積地といえる。
現在の太田市は2代目で、2005年（平成17年）3月28日に、かつての太田市、新田郡藪塚本町、尾島町、新田町が合併して発足した自治体であり、それに伴い1948年に市制施行された旧・太田市は廃止となっている。現在の太田市と合併前の太田市とは制度上異なる自治体となっている。

## 地理

### 位置
群馬県南東部の関東平野北部に位置し（上毛かるたに「鶴舞う形の群馬県」と詠われている鶴の首部分に位置する）、南に利根川で埼玉県熊谷市、深谷市と北東に渡良瀬川で栃木県足利市と両県の県境に挟まれた地域にある。

### 地形
市内の標高が南部、南西部、北東部、東部は30 - 40 mの低地、市街地付近など中央部と西部、北西部は40 - 70 mだが、市街地北部に標高236 mの金山がそびえ立ち、北西部の東武桐生線より東側や藪塚温泉付近は100 m - 200 m弱の八王子丘陵となっている。

#### 山岳
主な山
- 八王子山
- 金山（236メートル）

#### 河川
主な川
- 利根川：新上武大橋、刀水橋
- 渡良瀬川：葉鹿橋、鹿島橋
- 早川
- 石田川
- 蛇川
- 八瀬川

### 地域
太田市では国勢調査に使われる町丁以外に、119の行政区を設定している。行政区によって、地区が設定されたり、小中学校の学区の設定が行われたりしている。
行政区は以下の通り。
| 地区         | 行政区 |
| ------------ | --- |
| 太田地区     | 1丁目、2丁目、3丁目、4丁目、5丁目、西本町、大門仲町、入町、双葉町、浜町1区、浜町2区、浜町3区、栄町、八幡南、八幡北、八幡西 |
| 九合地区     | 飯塚町、飯田町、新井町、南新井町、西矢島町、東矢島町、東別所町、内ケ島町、内ケ島町目塚、新島町、小舞木町 |
| 沢野地区     | 福沢町、富沢町、牛沢町、牛沢団地、高林東町、高林西町、高林南町、高林北町、高林寿町、末広町、古戸町、岩瀬川町、下浜田町、細谷町、米沢町、南矢島町 |
| 韮川地区     | 台之郷町1区、台之郷町2区、台之郷町3区、台之郷町4区、台之郷町5区、台之郷町6区、上小林町、東金井町1区、東金井町2区、安良岡町、石原町1区、石原町2区、東長岡町伊豆山、東長岡町馬場、熊野町、矢場町、矢場新町、植木野町                                                 |
| 鳥之郷地区   | 大島町1区、大島町2区、長手町、鶴生田町東、鶴生田町西、鳥山上町、鳥山中町、鳥山下町、新野町、三枚橋、城西町 |
| 強戸地区     | 成塚町、北長岡、西長岡町、菅塩町、北金井町、大鷲町、上強戸町、中強戸、下強戸、石橋町、寺井町、天良町 |
| 休泊地区     | 龍舞町1区、龍舞町2区、龍舞町3区、龍舞町竜内、沖之郷町、茂木町、下小林町1区、下小林町2区、八重笠町 |
| 宝泉地区     | 藤阿久本村、藤阿久椿森、藤久良町1区、藤久良町2区、藤久良町3区、藤久良町4区、由良町寺家、由良町林、由良町諏訪、由良町北上、由良町西上、由良町体宮、別所町、新道町、脇屋町、沖野町、西野谷町、上田島1区、上田島2区、中根町、東田島、西田島1区、西田島2区、泉町、宝町 |
| 毛里田地区   | 只上町1区、只上町2区、市場町1区、市場町2区、高瀬町、富若町、東今泉町、緑町、矢田堀町、吉沢町1区、吉沢町2区、丸山七日市、原宿町 |
| 尾島地区     | 尾島町、阿久津岩松、尾島東部、前小屋南ヶ丘、尾島南部、わかば、亀岡軽浜、大舘安養寺、世良田上、世良田中、世良田下、粕川町、徳川出塚 |
| 木崎地区     | 木崎上町、木崎仲町、木崎下仲上田島、木崎下町、木崎神明、中江田北高尾、中江田南下江田、赤堀 |
| 生品地区     | 下村田、村田、上村田、村田東、小金井南、小金井北、市野井北、市野井南、反町、市多村新田、市野倉、瑞木 |
| 綿打地区     | 大根、上江田、下田中、花香塚、上田中、上中溜池権萩、大、金井嘉祢、早川 |
| 藪塚東部地区 | 寺下、杉塚1区、杉塚2区、中原、台、滝之入、湯之入、三島、西野、山之神、百石、新星、寄合 |
| 藪塚西部地区 | 大原上、大原1区、大原2区、大原3区、大原4区、大原5区、大原6区、大原7区、六千石、大久保1区、大久保2区、大久保3区、西ヶ原 |

町丁の一覧は太田市町名一覧を参照。
以下のように旧自治体単位で地域ごとに分割することもある。
| 地区         | 旧市町   | およその位置 |
| ------------ | -------- | ------------ |
| 太田地区     | 太田市   | 中央部・東部 |
| 尾島地区     | 尾島町   | 南西部       |
| 新田地区     | 新田町   | 西部         |
| 藪塚本町地区 | 藪塚本町 | 北西部       |

### 市外局番
- 太田地域、尾島地区、新田地区は「0276」（太田MA）
  - 太田地区→「22・25・26」、「31 - 33、37・38」、「45 - 49」
  - 新田地区は「56、57」、尾島地域は「52」だが、「55」も含めて現在は藪塚地域を除く市内全域で使用している。
    - そのほか、「20、30、40、60」を大泉町、邑楽町（館林MA）と共通して使用している。（※「52」 - 「59」は空き番号として太田市内だけではなく館林・邑楽地区でも使用されている。）

  - ただし、北東端の市場町の一部と、高瀬町は栃木県足利市の「0284」（足利MA）を使用し、旧尾島地域の前小屋町の利根川南岸（現・埼玉県深谷市前小屋）は「048」（深谷MA）となっている。
- 藪塚本町地区は「0277」「78、79」（桐生MA）
元々桐生広域圏であったため「0277」であるが、これといって市外局番を新たに「0276」にするという話は現時点では無い。
  - その他、「20、30、40、60」を桐生市、みどり市と共通して使用している。

### 郵便番号
- 太田地区：「373-00XX」、「373-08XX」（太田郵便局）
- 新田地域：「370-03XX」（木崎郵便局）
- 尾島地域：「370-04XX」（尾島郵便局）
- 薮塚本町地域：「379-230X」（藪塚本町郵便局）
  - 薮塚本町地域は下2桁以外はみどり市笠懸地域と同じで「379-23」である。
  - みどり市笠懸地域は「379-231X」

### 住所表記
※太田地域は変更なし。
※SUBARU本工場は「太田市スバル町」。
※尾島地域と藪塚本町地域は従来の大字名に「町」が付いたのみで以下の通りである。
- 新田郡尾島町大字安養寺
太田市安養寺町
- 新田郡藪塚本町大字大原
太田市大原町

※新田地域はすべて「新田」が付き、その後に合併前の大字名が付く。
- 新田郡新田町大字市野井
太田市新田市野井町

ただし、例外もある。
- 新田郡尾島町大字堀口の一部（南ヶ丘団地）
太田市南ヶ丘町
  - 新田郡尾島町大字堀口（上記以外）
太田市堀口町
- 新田郡尾島町大字太子町（たいしちょう）
太田市太子町（「町」が重なるため、付けなかった）
- 新田郡新田町大字反町
太田市新田反町町（にったそりまちちょう「町」が二重になっている）

また、尾島、新田、藪塚本町の三地域は大字が廃止された（旧太田市の条例に則り、大字名の後に町を付け町制にしたため）。

### 人口
| |                                        |  |
| 太田市と全国の年齢別人口分布（2005年） | 太田市の年齢・男女別人口分布（2005年） |  |
| ■紫色 ― 太田市 ■緑色 ― 日本全国 | ■青色 ― 男性 ■赤色 ― 女性              |  |
| 太田市（に相当する地域）の人口の推移 \| 1970年（昭和45年） \| 141,491人 \| \| \| 1975年（昭和50年） \| 158,525人 \| \| \| 1980年（昭和55年） \| 175,381人 \| \| \| 1985年（昭和60年） \| 189,931人 \| \| \| 1990年（平成2年） \| 197,139人 \| \| \| 1995年（平成7年） \| 203,599人 \| \| \| 2000年（平成12年） \| 210,022人 \| \| \| 2005年（平成17年） \| 213,299人 \| \| \| 2010年（平成22年） \| 216,465人 \| \| \| 2015年（平成27年） \| 219,807人 \| \| \| 2020年（令和2年） \| 223,014人 \| \| |                                        |  |
| 総務省統計局 国勢調査より |                                        |  |
| 1970年（昭和45年） | 141,491人                              |  |
| 1975年（昭和50年） | 158,525人                              |  |
| 1980年（昭和55年） | 175,381人                              |  |
| 1985年（昭和60年） | 189,931人                              |  |
| 1990年（平成2年） | 197,139人                              |  |
| 1995年（平成7年） | 203,599人                              |  |
| 2000年（平成12年） | 210,022人                              |  |
| 2005年（平成17年） | 213,299人                              |  |
| 2010年（平成22年） | 216,465人                              |  |
| 2015年（平成27年） | 219,807人                              |  |
| 2020年（令和2年） | 223,014人                              |  |

前述したとおり人口増加率は県内有数の伸びを示している。西に隣接する伊勢崎市（人口は約21万人・県下4位）と僅かの差で拮抗しており、両市とも人口は増加している。

### 隣接自治体
群馬県
- 伊勢崎市
- 桐生市
- みどり市
- 邑楽郡：大泉町、邑楽町

埼玉県
- 熊谷市
- 深谷市

栃木県
- 足利市

## 歴史

### 中世までの太田市
金山東側の平坦地などで旧石器時代や縄文時代の集落が多数つくられた。石田川遺跡では、県内で初の土師器の成立が確認された。
4世紀半ば、太田市最古の古墳が築造され、その後太田天神山古墳や別所茶臼山古墳などをはじめとする多くの古墳が築造される。5世紀末頃から、八王子山南斜面などで大規模な埴輪窯がつくられる。
1157年、新田義重が新田荘を開発し、新田氏が興る。惣領の新田氏から庶子家の里見氏 山名氏 世良田氏 額戸氏が派生し、上野の国内で繁栄する。1333年、新田荘を拠点とする新田義貞が挙兵し、鎌倉に攻め込んで幕府を滅ぼした。京都で反乱し、領地が隣接する足利尊氏とともに新政権の軍事を担うが、やがて南北朝に分かれて長く抗争する。南朝滅亡とともに新田氏本流も姿を消すが、新田金山城の岩松氏は新田氏の後裔を称し後年の徳川氏はその傍流を自称している。

### 町村制施行当時の町村
旧・太田市
- 新田郡 - 太田町 - 九合村 - 沢野村 - 鳥之郷村 - 強戸村 - 宝泉村
- 山田郡 - 韮川村 - 休泊村 - 毛里田村 - 矢場川村

旧・藪塚本町
- 新田郡 - 藪塚本町

旧・新田町
- 新田郡 - 木崎町 - 生品村 - 綿打村

旧・尾島町
- 新田郡 - 尾島町 - 世良田村

岩宿遺跡の発掘調査で明らかになったように、この地域には約3万年前の旧石器時代からヒトが住んでいた。
都市名の由来は、宿場町時代の「太田宿（おおたじゅく）」に因む。それ以前は「新田荘（にったのしょう）」と呼ばれていた。

### 沿革

#### 太田町
- 1889年（明治22年）04月01日 - 町村制施行に伴い、新田郡に太田町・九合村・沢野村・鳥之郷村・強戸村・宝泉村が、山田郡に韮川村・毛里田村が誕生[12]。
- 1893年（明治26年）07月15日 - 山田郡韮川村から矢場川村・休泊村が分立[12]。
- 1923年（大正12年）3月23日 - 市内で関東水平社の創立大会が開催。約5000人が参加[13]。
- 1934年（昭和9年） 
  - - ラジオ聴取加入普及率が県内の市町村でトップだった。
  - 11月16日 - 昭和天皇が中島飛行機太田工場に行幸[14]。
- 1936年（昭和11年） - 太田町が30万大都市構想を掲げた[15]。
- 1940年（昭和15年）04月 - 太田都市計画新興工業都市建設区画整理事業が内務省から告示された。太田都市計画区域のうち対象面積は3,800 haでそのうち「公園緑地ハ総地積ノ3%以上」、「小学校敷地ハ23校分保留」、「土地用途ヲ工場・住宅・商店ニ適応スルヨウ決定スルモノ」とあるので市街化予定地であり、単純に比較するとこれは筑波研究学園都市の研究学園地区2,700 haを超えていた。

#### 旧・太田市
- 1940年（昭和15年）04月01日 - 新田郡九合村、沢野村、山田郡韮川村と合併し新太田町となる[12]。
- 1943年（昭和18年）11月1日 - 新田郡鳥之郷村が太田町に編入される[12]。
- 1943年（昭和18年） - 旧太田市（1963年 - 2005年）の市域組替人口が推計で約11万人近くで、これは1973年（昭和48年）まで超えることがなかった[注釈 1]。
- 1945年（昭和20年） - 連日警戒警報・空襲警報が出され、工場など各地の空襲の被害は甚大であったが、中心市街地の大部分は罹災を免れた。
- 1946年（昭和21年）12月19日 - 太田刑務支所が設けられた[16]。
- 1948年（昭和23年）05月3日 - 太田町が太田市となる。
- 1957年（昭和32年）04月1日 - 新田郡強戸村と山田郡休泊村を編入する[12]。
- 1960年（昭和35年）04月30日 - 太田大泉地区が首都圏市街地開発区域（現首都圏都市開発区域）に指定される。相模原市・町田市、八王子市・日野市、浦和市・大宮市に次いでの指定。
- 1960年（昭和35年）07月1日 - 山田郡矢場川村の一部を編入する[12]。
- 1963年（昭和38年）04月1日 - 新田郡宝泉村を編入する[12]。
- 1963年（昭和38年）12月1日 - 山田郡毛里田村を編入する[12]。
- 1971年（昭和46年）6月6日　人口が10万人を突破。
- 1977年（昭和52年） - 太田駅南口に「ユニー・ベルタウン」が開店。
- 1981年（昭和56年） - 高林（現・高林寿町）に「ショッピングセンター・ラブ」が開店。
- 1983年（昭和58年）06月18日 - 「太田市の歌」を制定。
- 1996年（平成08年）07月7日 - 市内のパチンコ店で女児誘拐事件が発生。（太田市パチンコ店女児失踪事件）
- 1998年（平成10年） - 現在の市役所庁舎が完成。
- 1998年（平成10年）10月10日 - 太田福祉会館内にエフエム太郎が開局（現在は太田駅構内に移転）。
- 2000年（平成12年）06月10日 - 安養寺町（当時は新田郡尾島町安養寺）の日進化工で死者4名の爆発事故が起き、付近の民家も全壊、半壊するなどの被害を受けた。
- 2003年（平成15年）12月05日 - 石原町に群馬県内最大級のショッピングセンター、「イオン太田ショッピングセンター」（現・イオンモール太田）開店。
- 2004年（平成16年）11月25日 - 太田駅高架化。
- 2005年（平成17年）03月26日 - 合併。記念の花火大会が行われ、各市町の特色をイメージした花火が打ち上げられた。

#### 新・太田市
- 2005年（平成17年）03月28日 - 旧太田市、新田郡尾島町、新田町、藪塚本町の1市3町が（新設合併）し、新たに太田市となる[12]。これにより、面積176.49km2、人口は217,038人（2005年合併 当時）と20万人を突破した。市役所本庁舎は旧太田市役所に設置し、尾島町、新田町、藪塚本町の各町役場は、総合支所となった。
- 2005年（平成17年）06月28日 - 市章制定[17]。
- 2005年（平成17年）10月1日 - 旧市時代に制定された「太田市の歌」の歌詞を改訂し、改めて制定。旋律は團伊玖磨作曲のものがそのまま引き継がれた。
- 2006年（平成18年）  太田駅新駅舎の躯体が完成。
- 2007年（平成19年）01月14日 - ベルタウンとユニー太田店閉店。跡地はドン・キホーテ他が入居する複合商業施設「ジェイ・プラザ」となる。
- 2007年 （平成19年）04月1日 - 特例市に移行（隣接する伊勢崎市も同日移行）[2]。
- 2008年（平成20年）03月8日 - 北関東自動車道・太田桐生インターチェンジと太田藪塚インターチェンジが開通[18]。
- 2008年（平成20年）04月1日 - 新田・尾島・藪塚本町の各「総合支所」が「庁舎」に改称。
- 2008年（平成20年）04月7日 - 日本人のブラジルへの移民100周年を記念して天皇・皇后が市内の小学校を訪問（大沢正明前群馬県知事、清水聖義前太田市長なども同席）[19]。
- 2010年（平成22年）03月1日 - 前小屋町の利根川南岸の南前小屋地区と二ツ小屋町の一部（約120 ha）は生活基準が埼玉県深谷市になっているため同市に、利根川北岸にある深谷市高島の一部（約40 ha）が当市に境界変更する。これにより、面積は175.54 km2と少々縮小した（いわゆる越境合併）[20]。
- 2011年（平成23年）03月19日 - 北関東自動車道が太田桐生ICから佐野田沼IC（栃木県佐野市）までの18.6 kmが開通、これにより同自動車道が全線開通[21]。
- 2016年（平成28年）4月1日 - 群馬県東部の水道事業が統合。群馬東部水道企業団が設立。
- 2018年（平成30年）7月28日 - 北関東自動車道太田強戸スマートインターチェンジ運用開始[22]。
- 2025年（令和7年）4月13日 - 市長選で穂積昌信が当選。旧太田市時代から30年続いた清水市政が幕を閉じた。
- 2025年（令和7年） - 税収の増加により、国から地方交付税（普通交付税）を受け取らずに財政運営できる不交付団体となった[23]。

### 自治体の変遷
太田市の自治体の変遷表である。
| 郡     | 明治22年以前                   | 明治22年以前                | 昭和15年 - 昭和35年          | 昭和15年 - 昭和35年                          | 昭和15年 - 昭和35年                          | 昭和15年 - 昭和35年                                                                         | 平成17年3月28日 - 現在      | 平成17年3月28日 - 現在 |
| ------ | ------------------------------ | --------------------------- | ---------------------------- | -------------------------------------------- | -------------------------------------------- | ------------------------------------------------------------------------------------------- | --------------------------- | ---------------------- |
| 山田郡 | 太田町の一部                   | 明治22年4月1日合併 韮川村   | 韮川村                       | 昭和15年4月1日に合併 太田町                  | 昭和23年5月3日に市政施行 太田市              | 太田市                                                                                      | 太田市                      | 太田市                 |
| 山田郡 | 台之郷村                       | 明治22年4月1日合併 韮川村   | 韮川村                       | 昭和15年4月1日に合併 太田町                  | 昭和23年5月3日に市政施行 太田市              | 太田市                                                                                      | 太田市                      | 太田市                 |
| 山田郡 | 東長岡村                       | 明治22年4月1日合併 韮川村   | 韮川村                       | 昭和15年4月1日に合併 太田町                  | 昭和23年5月3日に市政施行 太田市              | 太田市                                                                                      | 太田市                      | 太田市                 |
| 山田郡 | 石原村                         | 明治22年4月1日合併 韮川村   | 韮川村                       | 昭和15年4月1日に合併 太田町                  | 昭和23年5月3日に市政施行 太田市              | 太田市                                                                                      | 太田市                      | 太田市                 |
| 山田郡 | 安良岡村                       | 明治22年4月1日合併 韮川村   | 韮川村                       | 昭和15年4月1日に合併 太田町                  | 昭和23年5月3日に市政施行 太田市              | 太田市                                                                                      | 太田市                      | 太田市                 |
| 山田郡 | 矢場村                         | 明治22年4月1日合併 韮川村   | 韮川村                       |                                              |                                              |                                                                                             | 太田市                      | 太田市                 |
| 山田郡 | 明治26年7月15日に分立 矢場川村 | 明治22年4月1日合併 韮川村   | 矢場川村                     | 矢場川村                                     | 昭和35年7月1日太田市へ編入                   |                                                                                             | 太田市                      | 太田市                 |
| 山田郡 | 明治26年7月15日に分立 矢場川村 | 明治22年4月1日合併 韮川村   | 矢場川村                     | 矢場川村                                     | 昭和35年7月1日太田市へ編入                   | 植木野村                                                                                    | 太田市                      | 太田市                 |
| 山田郡 | 明治26年7月15日に分立 矢場川村 | 明治22年4月1日合併 韮川村   | 矢場川村                     | 矢場川村                                     | 荒金村                                       | 昭和35年7月1日栃木県足利市へ編入                                                            | 太田市                      | 太田市                 |
| 山田郡 | 明治26年7月15日に分立 矢場川村 | 明治22年4月1日合併 韮川村   | 矢場川村                     | 矢場川村                                     | 大町村                                       | 昭和35年7月1日栃木県足利市へ編入                                                            | 太田市                      | 太田市                 |
| 山田郡 | 下小林村                       | 明治22年4月1日合併 韮川村   | 明治26年7月15日に分立 休泊村 | 休泊村                                       | 休泊村                                       | 昭和32年4月1日太田市に編入                                                                  | 太田市                      | 太田市                 |
| 山田郡 | 茂木村                         | 明治22年4月1日合併 韮川村   | 明治26年7月15日に分立 休泊村 | 休泊村                                       | 休泊村                                       | 昭和32年4月1日太田市に編入                                                                  | 太田市                      | 太田市                 |
| 山田郡 | 沖之郷村                       | 明治22年4月1日合併 韮川村   | 明治26年7月15日に分立 休泊村 | 休泊村                                       | 休泊村                                       | 昭和32年4月1日太田市に編入                                                                  | 太田市                      | 太田市                 |
| 山田郡 | 竜舞村                         | 明治22年4月1日合併 韮川村   | 明治26年7月15日に分立 休泊村 | 休泊村                                       | 休泊村                                       | 昭和32年4月1日太田市に編入                                                                  | 太田市                      | 太田市                 |
| 山田郡 | 八重笠村                       | 明治22年4月1日合併 韮川村   | 明治26年7月15日に分立 休泊村 | 休泊村                                       | 休泊村                                       | 昭和32年4月1日太田市に編入                                                                  | 太田市                      | 太田市                 |
| 山田郡 | 吉沢村                         | 明治22年4月1日合併 毛里田村 | 毛里田村                     | 昭和30年6月1日旧吉沢村の北西部が桐生市に編入 | 昭和30年6月1日旧吉沢村の北西部が桐生市に編入 | 昭和30年6月1日旧吉沢村の北西部が桐生市に編入                                                | 桐生市                      |                        |
| 山田郡 | 吉沢村                         | 明治22年4月1日合併 毛里田村 | 毛里田村                     | 毛里田村                                     | 毛里田村                                     | 昭和38年12月1日太田市に編入                                                                 | 桐生市                      | 太田市                 |
| 山田郡 | 只上村                         | 明治22年4月1日合併 毛里田村 | 毛里田村                     | 毛里田村                                     | 毛里田村                                     | 昭和38年12月1日太田市に編入                                                                 |                             | 太田市                 |
| 山田郡 | 丸山村                         | 明治22年4月1日合併 毛里田村 | 毛里田村                     | 毛里田村                                     | 毛里田村                                     | 昭和38年12月1日太田市に編入                                                                 |                             | 太田市                 |
| 山田郡 | 古氷村                         | 明治22年4月1日合併 毛里田村 | 毛里田村                     | 毛里田村                                     | 毛里田村                                     | 昭和38年12月1日太田市に編入                                                                 |                             | 太田市                 |
| 山田郡 | 矢田堀村                       | 明治22年4月1日合併 毛里田村 | 毛里田村                     | 毛里田村                                     | 毛里田村                                     | 昭和38年12月1日太田市に編入                                                                 |                             | 太田市                 |
| 山田郡 | 東今泉村                       | 明治22年4月1日合併 毛里田村 | 毛里田村                     | 毛里田村                                     | 毛里田村                                     | 昭和38年12月1日太田市に編入                                                                 |                             | 太田市                 |
| 山田郡 | 富若村                         | 明治22年4月1日合併 毛里田村 | 毛里田村                     | 毛里田村                                     | 毛里田村                                     | 昭和38年12月1日太田市に編入                                                                 |                             | 太田市                 |
| 山田郡 | 市場村                         | 明治22年4月1日合併 毛里田村 | 毛里田村                     | 毛里田村                                     | 毛里田村                                     | 昭和38年12月1日太田市に編入                                                                 |                             | 太田市                 |
| 山田郡 | 太田村の一部                   | 明治22年4月1日合併 毛里田村 | 毛里田村                     | 毛里田村                                     | 毛里田村                                     | 昭和38年12月1日太田市に編入                                                                 |                             | 太田市                 |
| 新田郡 | 飯塚村                         | 明治22年4月1日合併 九合村   | 九合村                       | 昭和15年4月1日に合併 太田町                  | 昭和23年5月3日に市政施行太田市               | 太田市                                                                                      |                             | 太田市                 |
| 新田郡 | 東矢島村                       | 明治22年4月1日合併 九合村   | 九合村                       | 昭和15年4月1日に合併 太田町                  | 昭和23年5月3日に市政施行太田市               | 太田市                                                                                      |                             | 太田市                 |
| 新田郡 | 西矢島村                       | 明治22年4月1日合併 九合村   | 九合村                       | 昭和15年4月1日に合併 太田町                  | 昭和23年5月3日に市政施行太田市               | 太田市                                                                                      |                             | 太田市                 |
| 新田郡 | 新井村                         | 明治22年4月1日合併 九合村   | 九合村                       | 昭和15年4月1日に合併 太田町                  | 昭和23年5月3日に市政施行太田市               | 太田市                                                                                      |                             | 太田市                 |
| 新田郡 | 飯田村                         | 明治22年4月1日合併 九合村   | 九合村                       | 昭和15年4月1日に合併 太田町                  | 昭和23年5月3日に市政施行太田市               | 太田市                                                                                      |                             | 太田市                 |
| 新田郡 | 東別所村                       | 明治22年4月1日合併 九合村   | 九合村                       | 昭和15年4月1日に合併 太田町                  | 昭和23年5月3日に市政施行太田市               | 太田市                                                                                      |                             | 太田市                 |
| 新田郡 | 内ヶ島村                       | 明治22年4月1日合併 九合村   | 九合村                       | 昭和15年4月1日に合併 太田町                  | 昭和23年5月3日に市政施行太田市               | 太田市                                                                                      |                             | 太田市                 |
| 新田郡 | 小舞木村                       | 明治22年4月1日合併 九合村   | 九合村                       | 昭和15年4月1日に合併 太田町                  | 昭和23年5月3日に市政施行太田市               | 太田市                                                                                      |                             | 太田市                 |
| 新田郡 | 新島村                         | 明治22年4月1日合併 九合村   | 九合村                       | 昭和15年4月1日に合併 太田町                  | 昭和23年5月3日に市政施行太田市               | 太田市                                                                                      |                             | 太田市                 |
| 新田郡 | 福沢村                         | 明治22年4月1日合併 沢野村   | 沢野村                       | 昭和15年4月1日に合併 太田町                  | 昭和23年5月3日に市政施行太田市               | 太田市                                                                                      |                             | 太田市                 |
| 新田郡 | 下浜田村                       | 明治22年4月1日合併 沢野村   | 沢野村                       | 昭和15年4月1日に合併 太田町                  | 昭和23年5月3日に市政施行太田市               | 太田市                                                                                      |                             | 太田市                 |
| 新田郡 | 岩瀬川村                       | 明治22年4月1日合併 沢野村   | 沢野村                       | 昭和15年4月1日に合併 太田町                  | 昭和23年5月3日に市政施行太田市               | 太田市                                                                                      |                             | 太田市                 |
| 新田郡 | 細谷村                         | 明治22年4月1日合併 沢野村   | 沢野村                       | 昭和15年4月1日に合併 太田町                  | 昭和23年5月3日に市政施行太田市               | 太田市                                                                                      |                             | 太田市                 |
| 新田郡 | 米沢村                         | 明治22年4月1日合併 沢野村   | 沢野村                       | 昭和15年4月1日に合併 太田町                  | 昭和23年5月3日に市政施行太田市               | 太田市                                                                                      |                             | 太田市                 |
| 新田郡 | 牛沢村                         | 明治22年4月1日合併 沢野村   | 沢野村                       | 昭和15年4月1日に合併 太田町                  | 昭和23年5月3日に市政施行太田市               | 太田市                                                                                      |                             | 太田市                 |
| 新田郡 | 富沢村                         | 明治22年4月1日合併 沢野村   | 沢野村                       | 昭和15年4月1日に合併 太田町                  | 昭和23年5月3日に市政施行太田市               | 太田市                                                                                      |                             | 太田市                 |
| 新田郡 | 高林村                         | 明治22年4月1日合併 沢野村   | 沢野村                       | 昭和15年4月1日に合併 太田町                  | 昭和23年5月3日に市政施行太田市               | 太田市                                                                                      |                             | 太田市                 |
| 新田郡 | 由良村の一部                   | 明治22年4月1日合併 沢野村   | 沢野村                       | 昭和15年4月1日に合併 太田町                  | 昭和23年5月3日に市政施行太田市               | 太田市                                                                                      |                             | 太田市                 |
| 邑楽郡 | 古戸村                         | 明治22年4月1日合併 沢野村   | 沢野村                       | 昭和15年4月1日に合併 太田町                  | 昭和23年5月3日に市政施行太田市               | 太田市                                                                                      |                             | 太田市                 |
| 新田郡 | 長手村                         | 明治22年4月1日合併 鳥之郷村 | 鳥之郷村                     | 昭和15年4月1日に合併 太田町                  | 昭和23年5月3日に市政施行太田市               | 太田市                                                                                      |                             | 太田市                 |
| 新田郡 | 鶴生田村                       | 明治22年4月1日合併 鳥之郷村 | 鳥之郷村                     | 昭和15年4月1日に合併 太田町                  | 昭和23年5月3日に市政施行太田市               | 太田市                                                                                      |                             | 太田市                 |
| 新田郡 | 鳥山村                         | 明治22年4月1日合併 鳥之郷村 | 鳥之郷村                     | 昭和15年4月1日に合併 太田町                  | 昭和23年5月3日に市政施行太田市               | 太田市                                                                                      |                             | 太田市                 |
| 新田郡 | 新野村                         | 明治22年4月1日合併 鳥之郷村 | 鳥之郷村                     | 昭和15年4月1日に合併 太田町                  | 昭和23年5月3日に市政施行太田市               | 太田市                                                                                      |                             | 太田市                 |
| 新田郡 | 太田町の一部                   | 明治22年4月1日合併 鳥之郷村 | 鳥之郷村                     | 昭和15年4月1日に合併 太田町                  | 昭和23年5月3日に市政施行太田市               | 太田市                                                                                      |                             | 太田市                 |
| 新田郡 | 強戸村                         | 明治22年4月1日合併 強戸村   | 強戸村                       | 強戸村                                       | 強戸村                                       | 昭和32年4月1日太田市に編入                                                                  |                             | 太田市                 |
| 新田郡 | 寺井村                         | 明治22年4月1日合併 強戸村   | 強戸村                       | 強戸村                                       | 強戸村                                       | 昭和32年4月1日太田市に編入                                                                  |                             | 太田市                 |
| 新田郡 | 西長岡村                       | 明治22年4月1日合併 強戸村   | 強戸村                       | 強戸村                                       | 強戸村                                       | 昭和32年4月1日太田市に編入                                                                  |                             | 太田市                 |
| 新田郡 | 菅塩村                         | 明治22年4月1日合併 強戸村   | 強戸村                       | 強戸村                                       | 強戸村                                       | 昭和32年4月1日太田市に編入                                                                  |                             | 太田市                 |
| 新田郡 | 成塚村                         | 明治22年4月1日合併 強戸村   | 強戸村                       | 強戸村                                       | 強戸村                                       | 昭和32年4月1日太田市に編入                                                                  |                             | 太田市                 |
| 新田郡 | 北金井村                       | 明治22年4月1日合併 強戸村   | 強戸村                       | 強戸村                                       | 強戸村                                       | 昭和32年4月1日太田市に編入                                                                  |                             | 太田市                 |
| 新田郡 | 太田町の一部                   | 明治22年4月1日合併 強戸村   | 強戸村                       | 強戸村                                       | 強戸村                                       | 昭和32年4月1日太田市に編入                                                                  |                             | 太田市                 |
| 新田郡 | 天良町の一部                   | 明治22年4月1日合併 強戸村   | 強戸村                       | 強戸村                                       | 強戸村                                       | 昭和32年4月1日太田市に編入                                                                  |                             | 太田市                 |
| 新田郡 | 小金井村の一部                 | 明治22年4月1日合併 宝泉村   | 宝泉村                       | 宝泉村                                       | 宝泉村                                       | 昭和38年4月1日太田市に編入                                                                  |                             | 太田市                 |
| 新田郡 | 脇屋村の一部                   | 明治22年4月1日合併 宝泉村   | 宝泉村                       | 宝泉村                                       | 宝泉村                                       | 昭和38年4月1日太田市に編入                                                                  |                             | 太田市                 |
| 新田郡 | 由良村の一部                   | 明治22年4月1日合併 宝泉村   | 宝泉村                       | 宝泉村                                       | 宝泉村                                       | 昭和38年4月1日太田市に編入                                                                  |                             | 太田市                 |
| 新田郡 | 藤阿久村                       | 明治22年4月1日合併 宝泉村   | 宝泉村                       | 宝泉村                                       | 宝泉村                                       | 昭和38年4月1日太田市に編入                                                                  |                             | 太田市                 |
| 新田郡 | 別所村                         | 明治22年4月1日合併 宝泉村   | 宝泉村                       | 宝泉村                                       | 宝泉村                                       | 昭和38年4月1日太田市に編入                                                                  |                             | 太田市                 |
| 新田郡 | 沖野村                         | 明治22年4月1日合併 宝泉村   | 宝泉村                       | 宝泉村                                       | 宝泉村                                       | 昭和38年4月1日太田市に編入                                                                  |                             | 太田市                 |
| 新田郡 | 西野谷村                       | 明治22年4月1日合併 宝泉村   | 宝泉村                       | 宝泉村                                       | 宝泉村                                       | 昭和38年4月1日太田市に編入                                                                  |                             | 太田市                 |
| 新田郡 | 上田島村                       | 明治22年4月1日合併 宝泉村   | 宝泉村                       | 宝泉村                                       | 宝泉村                                       | 昭和38年4月1日太田市に編入                                                                  |                             | 太田市                 |
| 新田郡 | 中根村                         | 明治22年4月1日合併 宝泉村   | 宝泉村                       | 宝泉村                                       | 宝泉村                                       | 昭和38年4月1日太田市に編入                                                                  |                             | 太田市                 |
| 新田郡 | 下田島村                       | 明治22年4月1日合併 宝泉村   | 宝泉村                       | 宝泉村                                       | 宝泉村                                       | 昭和38年4月1日太田市に編入                                                                  |                             | 太田市                 |
| 新田郡 | 尾島村                         | 明治22年4月1日合併 尾島町   | 尾島町                       | 尾島町                                       | 尾島町                                       | 尾島町                                                                                      | 平成17年3月28日太田市に編入 | 太田市                 |
| 新田郡 | 亀岡村                         | 明治22年4月1日合併 尾島町   | 尾島町                       | 尾島町                                       | 尾島町                                       | 尾島町                                                                                      | 平成17年3月28日太田市に編入 | 太田市                 |
| 新田郡 | 堀口村                         | 明治22年4月1日合併 尾島町   | 尾島町                       | 尾島町                                       | 尾島町                                       | 尾島町                                                                                      | 平成17年3月28日太田市に編入 | 太田市                 |
| 新田郡 | 阿久津村                       | 明治22年4月1日合併 尾島町   | 尾島町                       | 尾島町                                       | 尾島町                                       | 尾島町                                                                                      | 平成17年3月28日太田市に編入 | 太田市                 |
| 新田郡 | 岩松村                         | 明治22年4月1日合併 尾島町   | 尾島町                       | 尾島町                                       | 尾島町                                       | 尾島町                                                                                      | 平成17年3月28日太田市に編入 | 太田市                 |
| 新田郡 | 押切村                         | 明治22年4月1日合併 尾島町   | 尾島町                       | 尾島町                                       | 尾島町                                       | 尾島町                                                                                      | 平成17年3月28日太田市に編入 | 太田市                 |
| 新田郡 | 備前島村                       | 明治22年4月1日合併 尾島町   | 尾島町                       | 尾島町                                       | 尾島町                                       | 尾島町                                                                                      | 平成17年3月28日太田市に編入 | 太田市                 |
| 新田郡 | 二ッ小屋村                     | 明治22年4月1日合併 尾島町   | 尾島町                       | 尾島町                                       | 尾島町                                       | 尾島町                                                                                      | 平成17年3月28日太田市に編入 | 太田市                 |
| 新田郡 | 武蔵島村                       | 明治22年4月1日合併 尾島町   | 尾島町                       | 尾島町                                       | 尾島町                                       | 尾島町                                                                                      | 平成17年3月28日太田市に編入 | 太田市                 |
| 新田郡 | 前島村                         | 明治22年4月1日合併 尾島町   | 尾島町                       | 尾島町                                       | 尾島町                                       | 尾島町                                                                                      | 平成17年3月28日太田市に編入 | 太田市                 |
| 新田郡 | 前小屋村                       | 明治22年4月1日合併 尾島町   | 尾島町                       | 尾島町                                       | 尾島町                                       | 尾島町                                                                                      | 平成17年3月28日太田市に編入 | 太田市                 |
| 新田郡 | 安養寺村                       | 明治22年4月1日合併 尾島町   | 尾島町                       | 尾島町                                       | 尾島町                                       | 尾島町                                                                                      | 平成17年3月28日太田市に編入 | 太田市                 |
| 新田郡 | 前島村                         | 明治22年4月1日合併 尾島町   | 尾島町                       | 尾島町                                       | 尾島町                                       | 尾島町                                                                                      | 平成17年3月28日太田市に編入 | 太田市                 |
| 新田郡 | 世良田村                       | 明治22年4月1日合併 世良田村 | 世良田村                     | 世良田村                                     | 世良田村                                     | 昭和32年11月1日尾島町に編入                                                                 | 平成17年3月28日太田市に編入 | 太田市                 |
| 新田郡 | 小角田村                       | 明治22年4月1日合併 世良田村 | 世良田村                     | 世良田村                                     | 世良田村                                     | 昭和32年11月1日尾島町に編入                                                                 | 平成17年3月28日太田市に編入 | 太田市                 |
| 新田郡 | 徳川村                         | 明治22年4月1日合併 世良田村 | 世良田村                     | 世良田村                                     | 世良田村                                     | 昭和32年11月1日尾島町に編入                                                                 | 平成17年3月28日太田市に編入 | 太田市                 |
| 新田郡 | 出塚村                         | 明治22年4月1日合併 世良田村 | 世良田村                     | 世良田村                                     | 世良田村                                     | 昭和32年11月1日尾島町に編入                                                                 | 平成17年3月28日太田市に編入 | 太田市                 |
| 新田郡 | 粕川村                         | 明治22年4月1日合併 世良田村 | 世良田村                     | 世良田村                                     | 世良田村                                     | 昭和32年11月1日尾島町に編入                                                                 | 平成17年3月28日太田市に編入 | 太田市                 |
| 新田郡 | 上矢島村                       | 明治22年4月1日合併 世良田村 | 世良田村                     | 世良田村                                     | 世良田村                                     | 昭和32年11月1日境町に編入 (平成17年1月1日伊勢崎市，赤堀町，東村と合併 して伊勢崎市になる。) | 伊勢崎市                    | 伊勢崎市               |
| 新田郡 | 西今井村                       | 明治22年4月1日合併 世良田村 | 世良田村                     | 世良田村                                     | 世良田村                                     | 昭和32年11月1日境町に編入 (平成17年1月1日伊勢崎市，赤堀町，東村と合併 して伊勢崎市になる。) | 伊勢崎市                    | 伊勢崎市               |
| 新田郡 | 三ッ木村                       | 明治22年4月1日合併 世良田村 | 世良田村                     | 世良田村                                     | 世良田村                                     | 昭和32年11月1日境町に編入 (平成17年1月1日伊勢崎市，赤堀町，東村と合併 して伊勢崎市になる。) | 伊勢崎市                    | 伊勢崎市               |
| 新田郡 | 女塚村                         | 明治22年4月1日合併 世良田村 | 世良田村                     | 世良田村                                     | 世良田村                                     | 昭和32年11月1日境町に編入 (平成17年1月1日伊勢崎市，赤堀町，東村と合併 して伊勢崎市になる。) | 伊勢崎市                    | 伊勢崎市               |
| 新田郡 | 米岡村                         | 明治22年4月1日合併 世良田村 | 世良田村                     | 世良田村                                     | 世良田村                                     | 昭和32年11月1日境町に編入 (平成17年1月1日伊勢崎市，赤堀町，東村と合併 して伊勢崎市になる。) | 伊勢崎市                    | 伊勢崎市               |
| 新田郡 | 平塚村                         | 明治22年4月1日合併 世良田村 | 世良田村                     | 世良田村                                     | 世良田村                                     | 昭和32年11月1日境町に編入 (平成17年1月1日伊勢崎市，赤堀町，東村と合併 して伊勢崎市になる。) | 伊勢崎市                    | 伊勢崎市               |
| 新田郡 | 境村の一部                     | 明治22年4月1日合併 世良田村 | 世良田村                     | 世良田村                                     | 世良田村                                     | 昭和32年11月1日境町に編入 (平成17年1月1日伊勢崎市，赤堀町，東村と合併 して伊勢崎市になる。) | 伊勢崎市                    | 伊勢崎市               |
| 新田郡 | 木崎村                         | 明治22年4月1日合併 木崎町   | 木崎町                       | 木崎町                                       | 木崎町                                       | 昭和31年9月30日合併 新田町                                                                  | 平成17年3月28日太田市に編入 | 太田市                 |
| 新田郡 | 中江田村                       | 明治22年4月1日合併 木崎町   | 木崎町                       | 木崎町                                       | 木崎町                                       | 昭和31年9月30日合併 新田町                                                                  | 平成17年3月28日太田市に編入 | 太田市                 |
| 新田郡 | 下江田村                       | 明治22年4月1日合併 木崎町   | 木崎町                       | 木崎町                                       | 木崎町                                       | 昭和31年9月30日合併 新田町                                                                  | 平成17年3月28日太田市に編入 | 太田市                 |
| 新田郡 | 高尾村                         | 明治22年4月1日合併 木崎町   | 木崎町                       | 木崎町                                       | 木崎町                                       | 昭和31年9月30日合併 新田町                                                                  | 平成17年3月28日太田市に編入 | 太田市                 |
| 新田郡 | 赤堀村                         | 明治22年4月1日合併 木崎町   | 木崎町                       | 木崎町                                       | 木崎町                                       | 昭和31年9月30日合併 新田町                                                                  | 平成17年3月28日太田市に編入 | 太田市                 |
| 新田郡 | 村田村                         | 明治22年4月1日合併 生品村   | 生品村                       | 生品村                                       | 生品村                                       | 昭和31年9月30日合併 新田町                                                                  | 平成17年3月28日太田市に編入 | 太田市                 |
| 新田郡 | 市野井村                       | 明治22年4月1日合併 生品村   | 生品村                       | 生品村                                       | 生品村                                       | 昭和31年9月30日合併 新田町                                                                  | 平成17年3月28日太田市に編入 | 太田市                 |
| 新田郡 | 市村                           | 明治22年4月1日合併 生品村   | 生品村                       | 生品村                                       | 生品村                                       | 昭和31年9月30日合併 新田町                                                                  | 平成17年3月28日太田市に編入 | 太田市                 |
| 新田郡 | 反町村                         | 明治22年4月1日合併 生品村   | 生品村                       | 生品村                                       | 生品村                                       | 昭和31年9月30日合併 新田町                                                                  | 平成17年3月28日太田市に編入 | 太田市                 |
| 新田郡 | 多村                           | 明治22年4月1日合併 生品村   | 生品村                       | 生品村                                       | 生品村                                       | 昭和31年9月30日合併 新田町                                                                  | 平成17年3月28日太田市に編入 | 太田市                 |
| 新田郡 | 多村新田                       | 明治22年4月1日合併 生品村   | 生品村                       | 生品村                                       | 生品村                                       | 昭和31年9月30日合併 新田町                                                                  | 平成17年3月28日太田市に編入 | 太田市                 |
| 新田郡 | 四軒在家村                     | 明治22年4月1日合併 生品村   | 生品村                       | 生品村                                       | 生品村                                       | 昭和31年9月30日合併 新田町                                                                  | 平成17年3月28日太田市に編入 | 太田市                 |
| 新田郡 | 小金村                         | 明治22年4月1日合併 生品村   | 生品村                       | 生品村                                       | 生品村                                       | 昭和31年9月30日合併 新田町                                                                  | 平成17年3月28日太田市に編入 | 太田市                 |
| 新田郡 | 脇屋村の一部                   | 明治22年4月1日合併 生品村   | 生品村                       | 生品村                                       | 生品村                                       | 昭和31年9月30日合併 新田町                                                                  | 平成17年3月28日太田市に編入 | 太田市                 |
| 新田郡 | 小金井村の一部                 | 明治22年4月1日合併 生品村   | 生品村                       | 生品村                                       | 生品村                                       | 昭和31年9月30日合併 新田町                                                                  | 平成17年3月28日太田市に編入 | 太田市                 |
| 新田郡 | 天良村の一部                   | 明治22年4月1日合併 生品村   | 生品村                       | 生品村                                       | 生品村                                       | 昭和31年9月30日合併 新田町                                                                  | 平成17年3月28日太田市に編入 | 太田市                 |
| 新田郡 | 大根村                         | 明治22年4月1日合併 綿打村   | 綿打村                       | 綿打村                                       | 綿打村                                       | 昭和31年9月30日合併 新田町                                                                  | 平成17年3月28日太田市に編入 | 太田市                 |
| 新田郡 | 上江田村                       | 明治22年4月1日合併 綿打村   | 綿打村                       | 綿打村                                       | 綿打村                                       | 昭和31年9月30日合併 新田町                                                                  | 平成17年3月28日太田市に編入 | 太田市                 |
| 新田郡 | 上田中村                       | 明治22年4月1日合併 綿打村   | 綿打村                       | 綿打村                                       | 綿打村                                       | 昭和31年9月30日合併 新田町                                                                  | 平成17年3月28日太田市に編入 | 太田市                 |
| 新田郡 | 下田中村                       | 明治22年4月1日合併 綿打村   | 綿打村                       | 綿打村                                       | 綿打村                                       | 昭和31年9月30日合併 新田町                                                                  | 平成17年3月28日太田市に編入 | 太田市                 |
| 新田郡 | 花香塚村                       | 明治22年4月1日合併 綿打村   | 綿打村                       | 綿打村                                       | 綿打村                                       | 昭和31年9月30日合併 新田町                                                                  | 平成17年3月28日太田市に編入 | 太田市                 |
| 新田郡 | 金井村                         | 明治22年4月1日合併 綿打村   | 綿打村                       | 綿打村                                       | 綿打村                                       | 昭和31年9月30日合併 新田町                                                                  | 平成17年3月28日太田市に編入 | 太田市                 |
| 新田郡 | 嘉禰村                         | 明治22年4月1日合併 綿打村   | 綿打村                       | 綿打村                                       | 綿打村                                       | 昭和31年9月30日合併 新田町                                                                  | 平成17年3月28日太田市に編入 | 太田市                 |
| 新田郡 | 大村                           | 明治22年4月1日合併 綿打村   | 綿打村                       | 綿打村                                       | 綿打村                                       | 昭和31年9月30日合併 新田町                                                                  | 平成17年3月28日太田市に編入 | 太田市                 |
| 新田郡 | 上中村                         | 明治22年4月1日合併 綿打村   | 綿打村                       | 綿打村                                       | 綿打村                                       | 昭和31年9月30日合併 新田町                                                                  | 平成17年3月28日太田市に編入 | 太田市                 |
| 新田郡 | 溜池村                         | 明治22年4月1日合併 綿打村   | 綿打村                       | 綿打村                                       | 綿打村                                       | 昭和31年9月30日合併 新田町                                                                  | 平成17年3月28日太田市に編入 | 太田市                 |
| 新田郡 | 権右衛門村                     | 明治22年4月1日合併 綿打村   | 綿打村                       | 綿打村                                       | 綿打村                                       | 昭和31年9月30日合併 新田町                                                                  | 平成17年3月28日太田市に編入 | 太田市                 |
| 新田郡 | 藪塚村                         | 明治22年4月1日合併 藪塚本町 | 藪塚本町                     | 藪塚本町                                     | 藪塚本町                                     | 藪塚本町                                                                                    | 平成17年3月28日太田市に編入 | 太田市                 |
| 新田郡 | 本町村                         | 明治22年4月1日合併 藪塚本町 | 藪塚本町                     | 藪塚本町                                     | 藪塚本町                                     | 藪塚本町                                                                                    | 平成17年3月28日太田市に編入 | 太田市                 |
| 新田郡 | 山ノ神村                       | 明治22年4月1日合併 藪塚本町 | 藪塚本町                     | 藪塚本町                                     | 藪塚本町                                     | 藪塚本町                                                                                    | 平成17年3月28日太田市に編入 | 太田市                 |
| 新田郡 | 大久保村                       | 明治22年4月1日合併 藪塚本町 | 藪塚本町                     | 藪塚本町                                     | 藪塚本町                                     | 藪塚本町                                                                                    | 平成17年3月28日太田市に編入 | 太田市                 |
| 新田郡 | 六千石村                       | 明治22年4月1日合併 藪塚本町 | 藪塚本町                     | 藪塚本町                                     | 藪塚本町                                     | 藪塚本町                                                                                    | 平成17年3月28日太田市に編入 | 太田市                 |
| 新田郡 | 寄合村                         | 明治22年4月1日合併 藪塚本町 | 藪塚本町                     | 藪塚本町                                     | 藪塚本町                                     | 藪塚本町                                                                                    | 平成17年3月28日太田市に編入 | 太田市                 |

## 政治

### 行政

#### 市長
歴代市長
| 代（旧太田市） | 氏名       | よみがな          | 就任年月日    | 退任年月日     |
| -------------- | ---------- | ----------------- | ------------- | -------------- |
| 初             | 成田作兵衛 | なりた さくべえ   | 1948年5月3日  | 1948年12月24日 |
| 2              | 中村藤兵衛 | なかむら とうべえ | 1949年2月15日 | 1949年8月8日   |
| 3              | 武藤傳次郎 | むとう でんじろう | 1949年9月22日 | 1953年9月14日  |
| 4              | 堀越節義   | ほりこし せつよし | 1953年9月15日 | 1957年9月14日  |
| 5              | 武川英男   | たけかわ ひでお   | 1957年9月15日 | 1959年4月28日  |
| 6 - 9          | 田島宗仁   | たじま むねひと   | 1959年6月16日 | 1975年6月15日  |
| 10 - 14        | 戸澤久夫   | とざわ ひさお     | 1975年6月16日 | 1995年6月15日  |
| 15 - 17        | 清水聖義   | しみず まさよし   | 1995年6月16日 | 2005年3月27日  |
| 代（太田市）   | 氏名       | よみがな          | 就任年月日    | 退任年月日     |
| 初 - ５        | 清水聖義   | しみず まさよし   | 2005年4月18日 | 2025年4月16日  |
| 6              | 穂積昌信   | ほづみ まさのぶ   | 2025年4月17日 | 現職（1期目）  |

合併直前の3町の長
- 初代市長の成田作兵衛は太田町の最終町長であり、1947年4月15日から任務している。

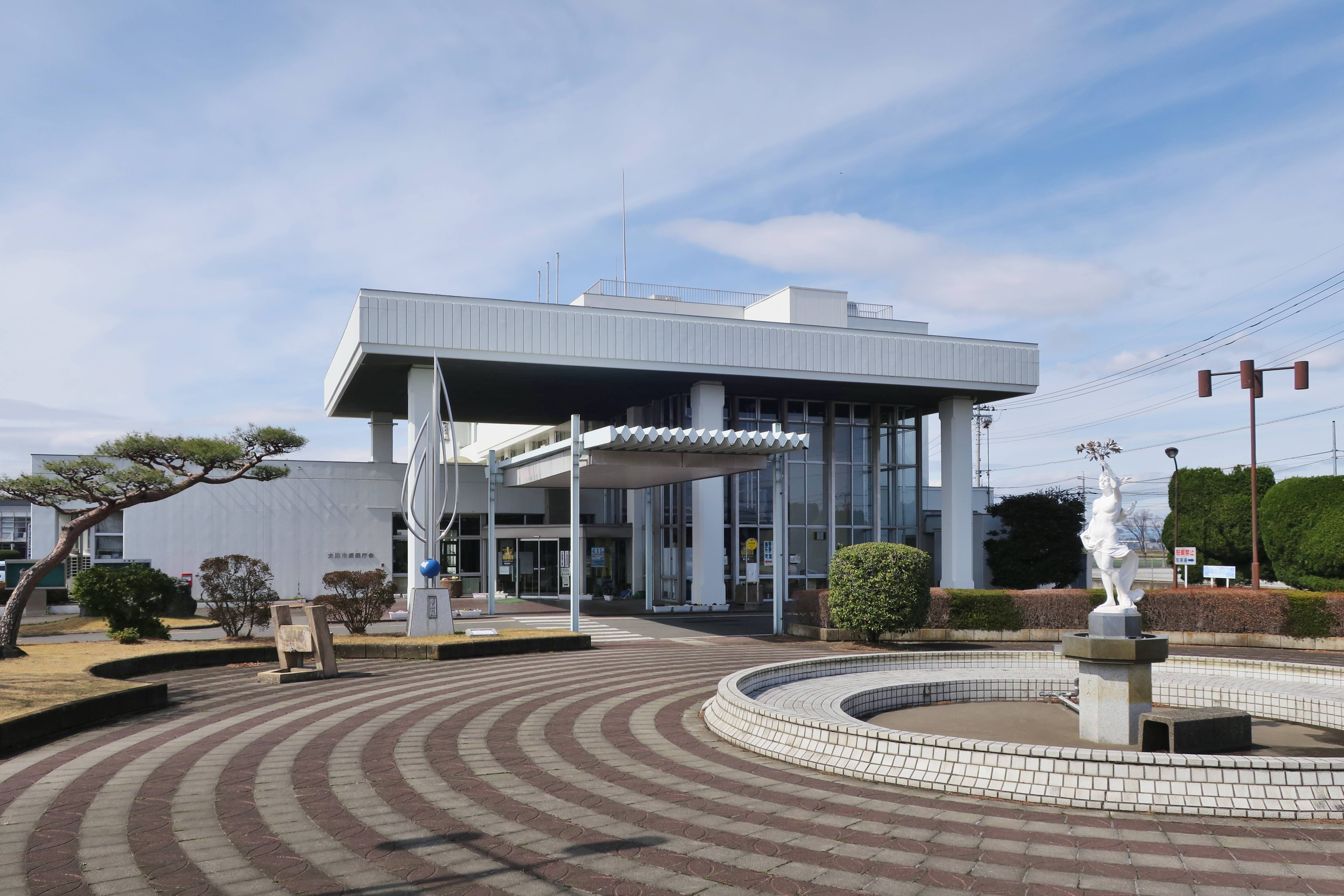
なお、2005年3月28日に平成の大合併により新しい太田市が誕生してから同年4月17日までの間は、旧新田町長である山﨑 昭（やまざき あきら）が市長職務執行者を務めた。
- 新田町閉鎖時の新田町長
  - 山﨑 昭（やまざき あきら）
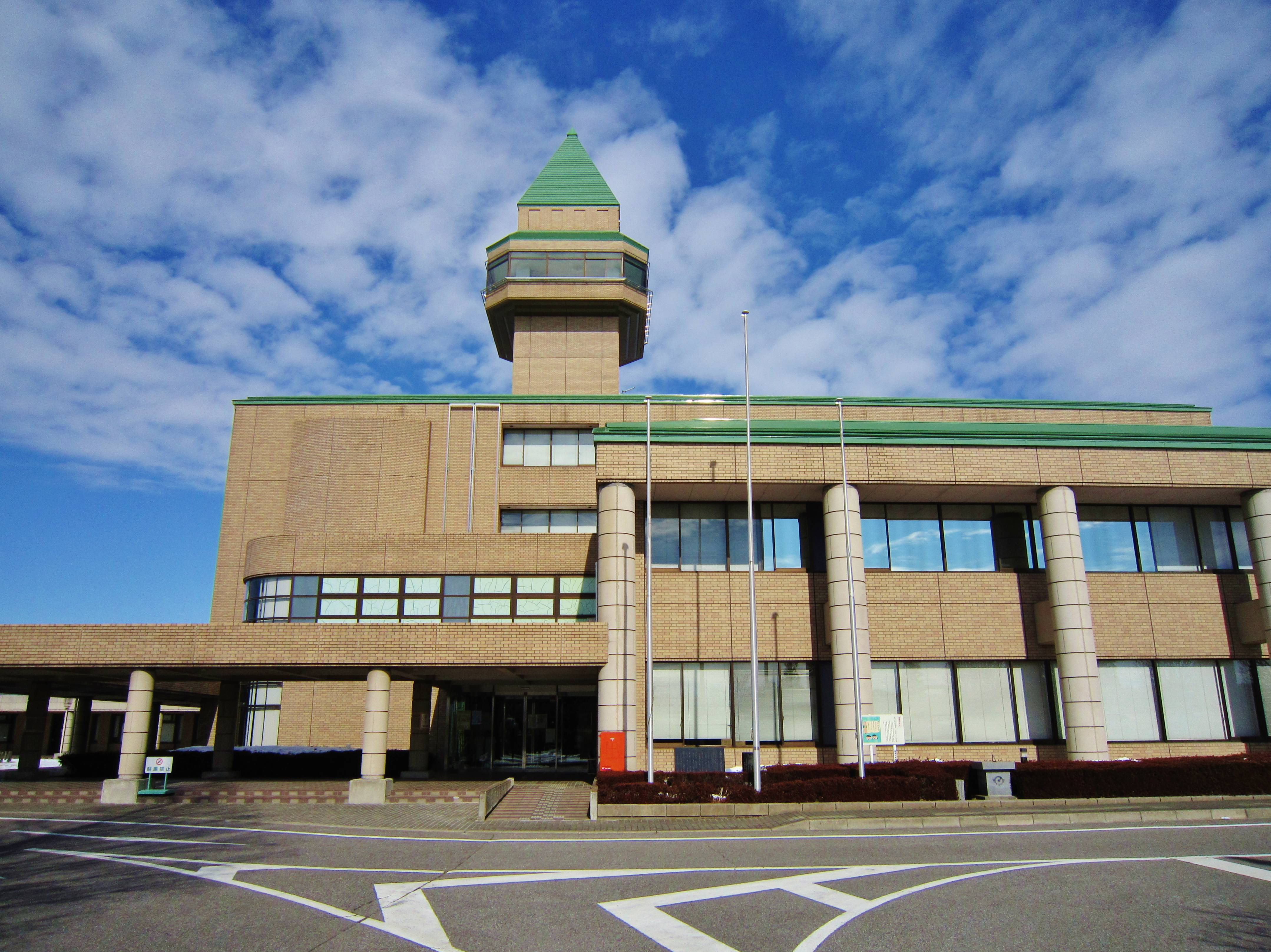
尾島町閉鎖時の尾島町長
  - 相澤 邦衛（あいざわ くにえ）
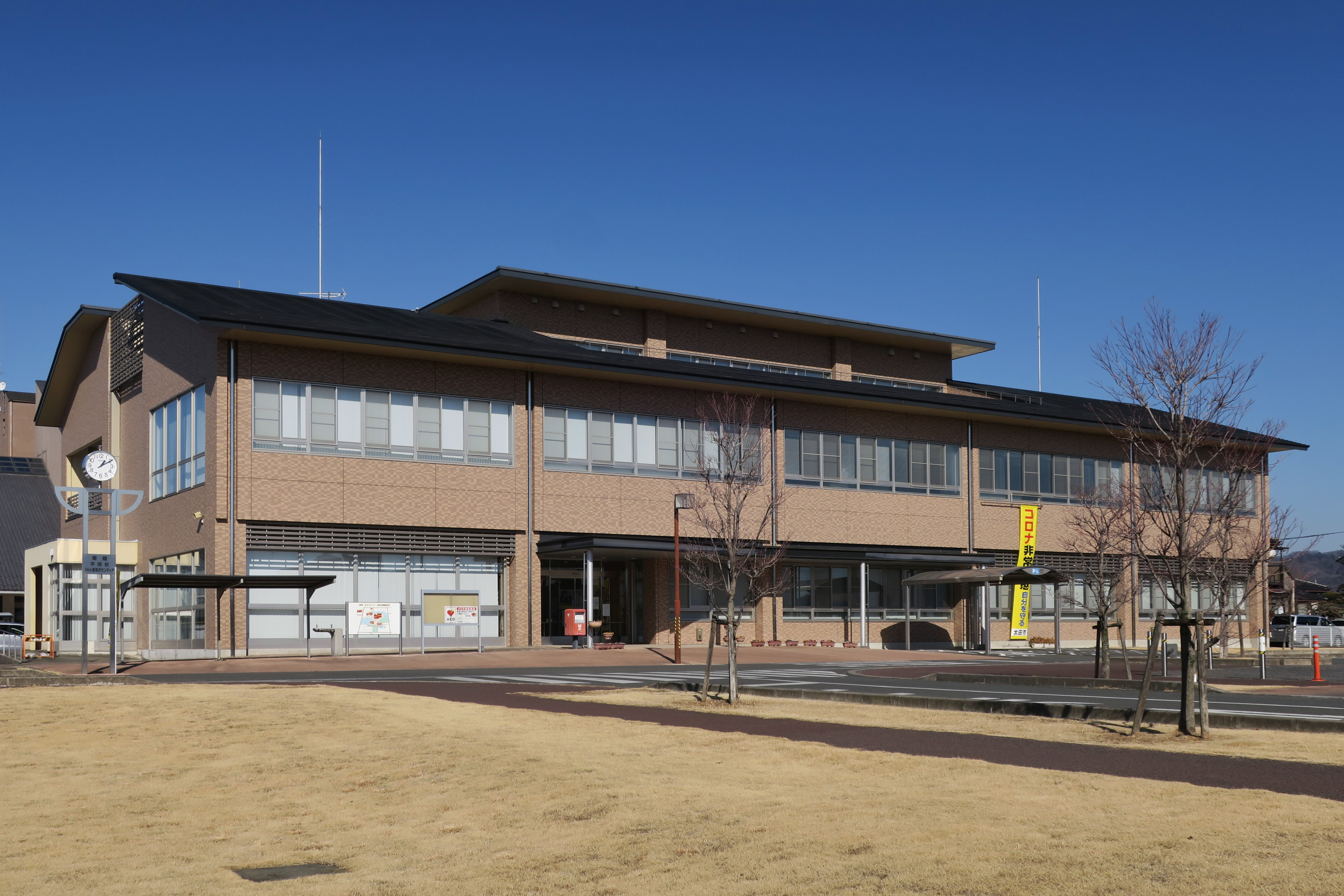
藪塚本町閉鎖時の藪塚本町長
  - 桐生 博司（きりゅう ひろじ）

#### 市役所
市役所（本庁舎）は1998年（平成10年）に改築され、地下1階、地上12階のビルとなった。ビル型の庁舎は高崎市役所と同様である。
太田市役所本庁舎
〒373-8718 太田市浜町2番35号
旧太田市役所を太田市役所本庁とし、他3町の庁舎は総合支所であったが、2008年4月1日より庁舎に変更。データは以下の通り。
新田庁舎（旧新田町役場）
〒370-0392 太田市新田金井町29番
現在は農業関係の部署が入る。
尾島庁舎（旧尾島町役場）
〒370-0495 太田市粕川町520番
現在は教育委員会があり、教育関係の部署が入る。
藪塚本町庁舎
〒379-2304 太田市大原町459番地1
大原町661番1（旧藪塚本町役場）より移転。現在は開発事業関係の部署が入る ほか、太田市土地開発公社、藪塚本町行政センターが庁内にある。
- 新田庁舎
- 尾島庁舎
- 藪塚本町庁舎

#### 市章・市紋章
新太田市の市章を5つの案から市民投票によって選び、2005年6月28日に制定した。市に関係の深い新田氏の家紋である「大中黒」に、ひらがなで「おおた」と入ったデザインである。

#### 構造改革特区
2003年4月、太田市の英語教育特区構想が構造改革特区第1号として認可された。これは小学校から高校までの一貫教育校を設立し、国語などを除き、すべて英語で授業を行う（英語イマージョン教育）という構想である。太田市が中心となって学校法人太田国際学園（理事長は清水聖義市長）が設立・認可され、2005年4月よりぐんま国際アカデミー（初代校長はユージーン・E・クーパー）が開校する。初年度は1年生（定員90名）と4年生（定員60名）が入学した。

### 立法

#### 県議会
- 選挙区：太田市選挙区
- 定数：5名
- 任期：2023年（令和5年）4月30日 - 2027年（令和9年）4月29日[33]

| 議員名     | 会派名       | 備考         |
| ---------- | ------------ | ------------ |
| (穂積昌信) | (自由民主党) | [ 注釈 2 ]   |
| 今井俊哉   | 自由民主党   |              |
| 秋山健太郎 | 自由民主党   |              |
| 薬丸潔     | 公明党       |              |
| 阿部知世   | つる舞う     | 党籍は無所属 |

#### 国会
衆議院
- 任期 ： 2024年（令和6年）10月27日 - 2028年（令和10年）10月26日（「第50回衆議院議員総選挙」参照）

| 選挙区                                | 議員名     | 党派名     | 当選回数 | 備考     |
| ------------------------------------- | ---------- | ---------- | -------- | -------- |
| 群馬県第3区（太田市、館林市、邑楽郡） | 笹川博義   | 自由民主党 | 5        | 選挙区   |
| 群馬県第3区（太田市、館林市、邑楽郡） | 長谷川嘉一 | 立憲民主党 | 2        | 比例復活 |

## 対外関係
姉妹都市として国内に1都市、国外に1都市、1地域、友好都市としても国内外にそれぞれ1都市ずつ、合計4つの都市・地域と連携している。

### 姉妹都市

#### 国内
- 今治市（四国地方 愛媛県）

新田義貞の弟、脇屋義助が遠征で今治を訪れ、この地で病死したことがきっかけである。1999年に今治市で開催された南北朝歴史サミットから交流が始まり、2002年4月に旧太田市と提携を結んだ。合併後も新太田市、新今治市へ提携が引き継がれている。

#### 国外
- バーバンク市（アメリカ合衆国 カリフォルニア州）

太田市国際姉妹都市交流協会が「先進諸国で国情が安定しているとともに積極的、永続的な交流が期待できる国」、「比較的近距離の国」、「英語圏の国」という3つの基本的考え方に基づいて選定した。1983年12月7日に太田市議会で議決され、翌年2月14日提携調印が行われた。
- グレイターラフィエット（アメリカ合衆国 インディアナ州） - ラファイエット市、ウェストラファイエット市、ティピカヌー郡の総称。

スバル・いすゞオートモーティブがラフィエット市に進出したことがきっかけである。1988年4月にラフィエット市長が富士重工を訪れ、交流が始まる。その年の10月に太田市長もラフィエット市を訪問し、今後もより一層の相互理解と友好を深めることを確認する覚書きに調印。その後も交流が続き、5年後、国際姉妹都市提携の協定書に調印した。SUBARUの北米生産拠点であるスバル・オブ・インディアナ・オートモーティブが所在する。

### 友好都市

#### 国内
- 弘前市（東北地方 青森県）

2006年（平成18年）11月15日 - 1600年（慶長5年）の関ヶ原の戦いの功績により、太田市尾島地域（旧新田郡尾島町）が弘前藩の領地になったことがきっかけで1985年に弘前青年会議所グループが同町を訪れた。弘前ねぷたや尾島まつりなどで民間での交流が進み、1991年11月に旧尾島町と提携を行った。その後合併し、新太田市へ提携が引き継がれた。2006年11月15日に改めて友好都市連携の盟約が交わされた。

#### 国外
- 営口市（中華人民共和国 遼寧省）

1984年三洋電機株式会社の紹介により、来日していた営口市代表団から友好都市提携の申し出があった。その後、太田市・営口市友好都市推進委員会を設置され、事前調査を経て友好都市の提携を行った。なお、選定は「都市形態が類似していること」「距離的に近いこと」、「交通の便が良いこと」、「友好的であること」、「世界平和に貢献できること」、「交流をすることにより両市にメリットがあり、将来有益になること」という基本的考え方に基づいて行われた。

## 出先機関・施設

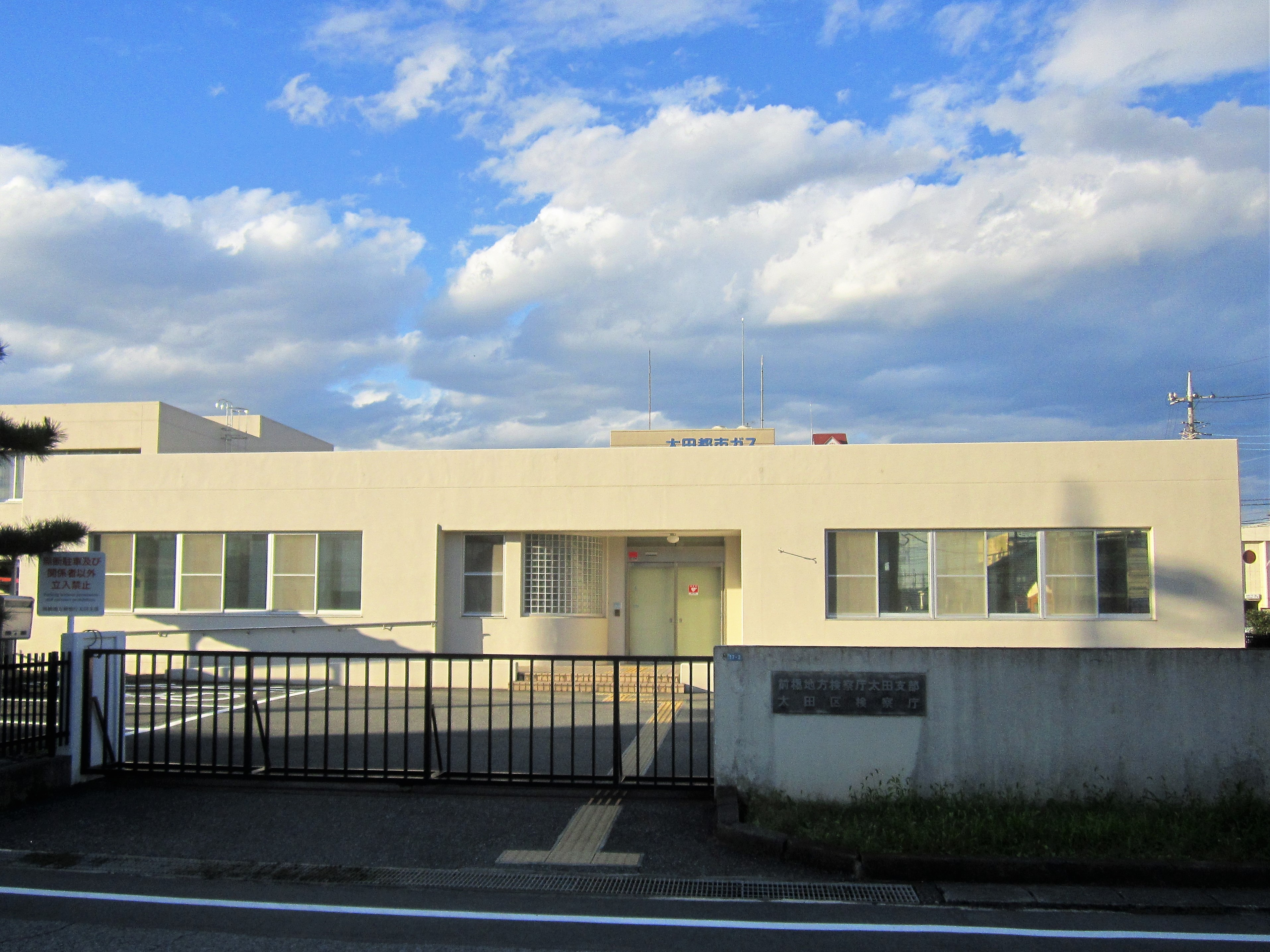
前橋地検太田支部

### 国家機関

#### 法務省
検察庁
- 前橋地方検察庁（前橋地検）
  - 前橋地検太田支部

### 施設

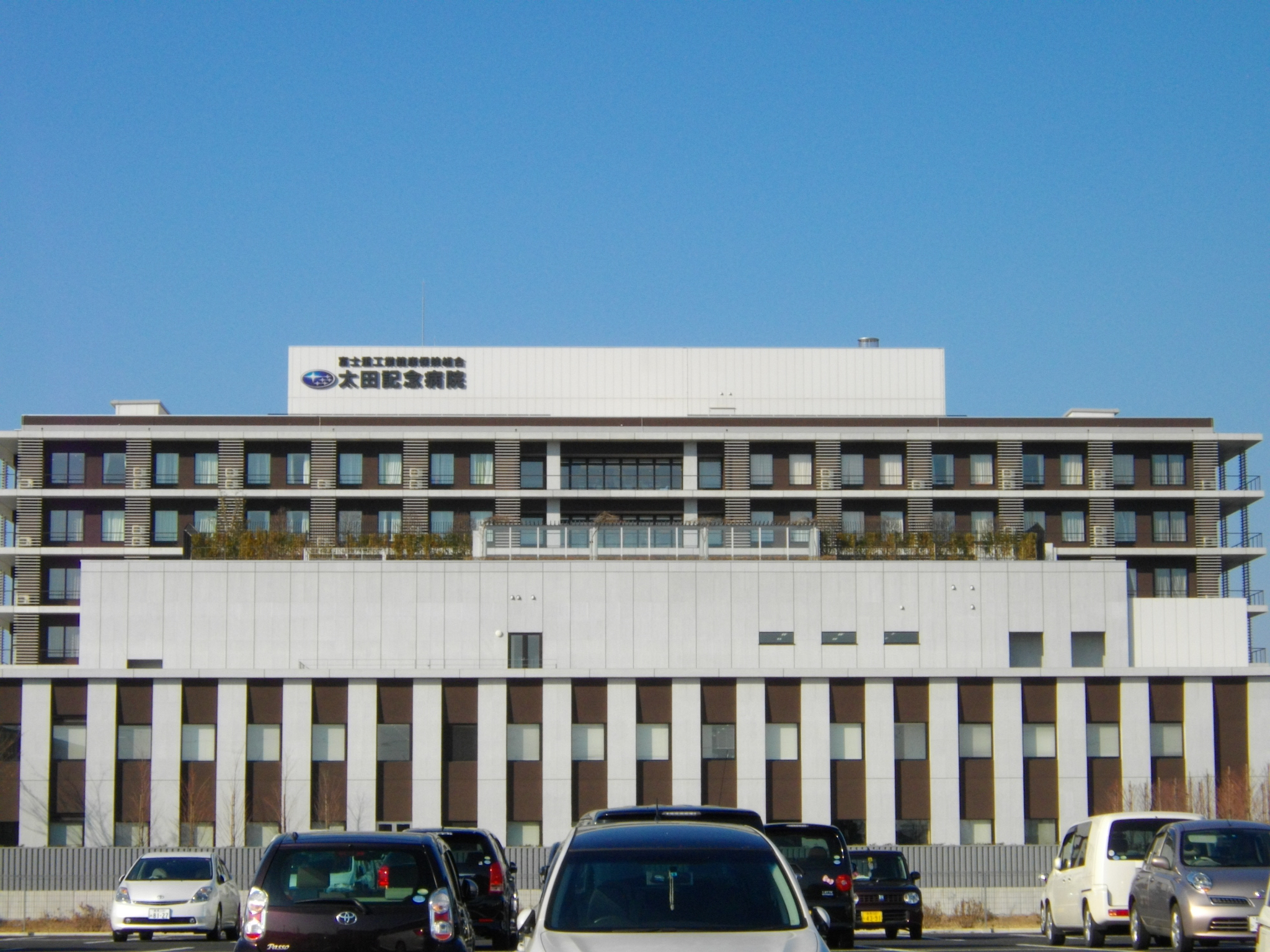
太田記念病院

#### 警察
本部
- 群馬県警察 太田警察署

交番
- 駅前交番
- 東長岡町交番
- 太田中央交番
- 宝泉交番
- 高林交番
- 尾島交番
- 新田交番
- 藪塚本町交番

駐在所
- 鳥山駐在所
- 龍舞駐在所
- 強戸駐在所
- 只上駐在所
- 丸山駐在所

#### 消防
本部
- 太田市消防本部

消防署
| 消防署     | 住所                  | 分署                                          | 出張所                     |
| ---------- | --------------------- | --------------------------------------------- | -------------------------- |
| 中央消防署 | 太田市鳥山下町409-1   | 沢野：太田市高林北町931-1                     | なし                       |
| 東部消防署 | 太田市東金井町262-1   | 九合：太田市飯塚町87-1                        |                            |
| 西部消防署 | 太田市新田金井町607   | 尾島：太田市粕川町432-1 藪塚：太田市大原町641 | なし                       |
| 大泉消防署 | 大泉町大字寄木戸614-1 | なし                                          | 城之内：大泉町城之内2-25-2 |

#### 医療・福祉
主な病院
- SUBARU健康保険組合太田記念病院

#### 郵便局
主な郵便局
- 太田郵便局

## 経済

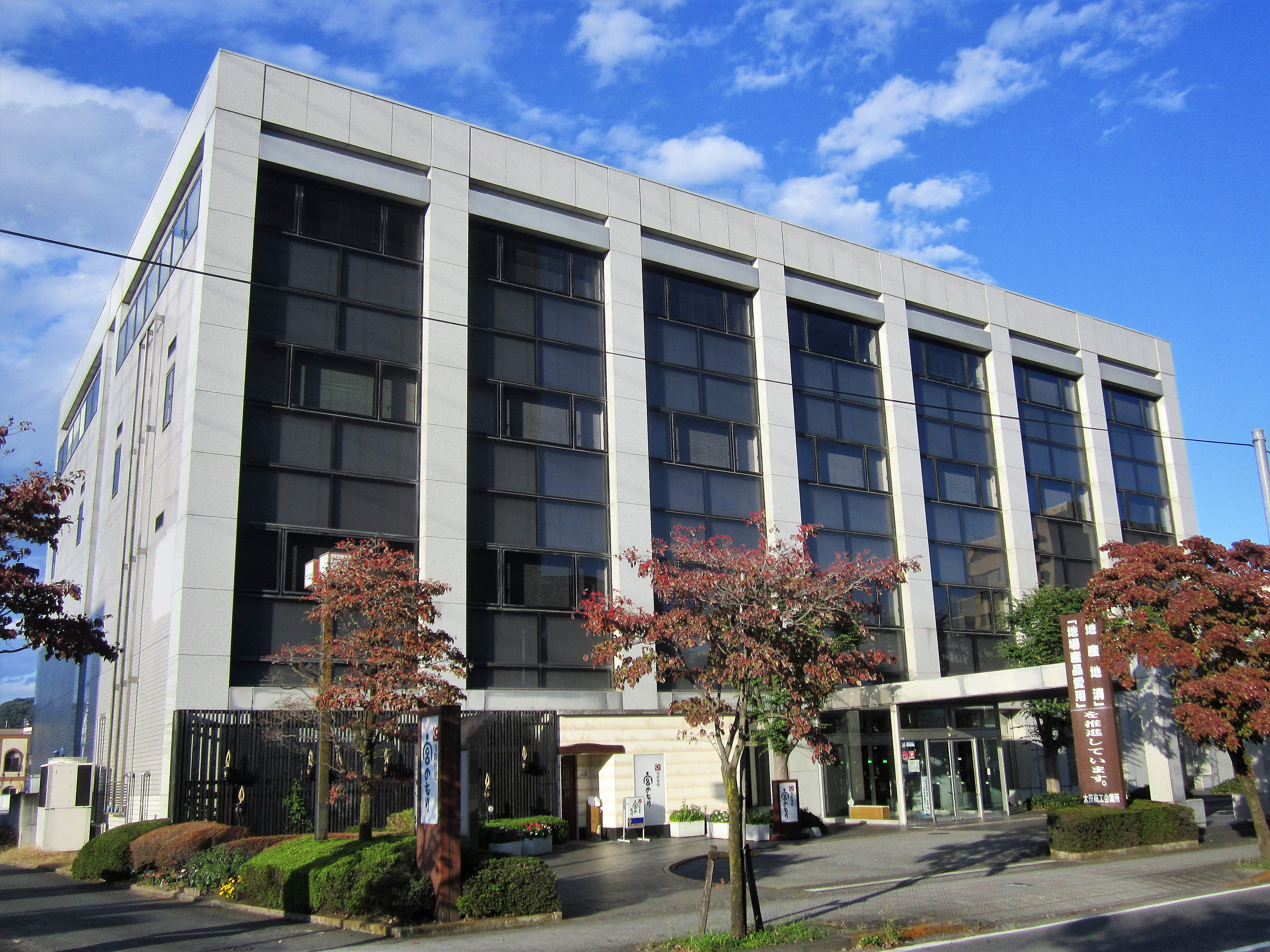
太田商工会議所

### 第二次産業
「スバル」のブランド名で知られるSUBARUの企業城下町として有名。SUBARUの社員および家族が多く、市内の企業もスバル車を使用しているところが多い。市内にはSUBARUおよびその系列企業の工場が多数点在している。
NECパーソナルコンピュータの前身のNEC群馬はNECのデスクトップパソコンと周辺機器を開発生産していた。主力はPC-9800シリーズであった。ミシュラン太田サイトは、欧州、米国、日本と世界に3か所ある研究開発センターのひとつで、2023年8月に本社機能を東京から移転した。
2008年3月8日には北関東自動車道・太田桐生ICと太田藪塚ICが開通し、両インター周辺にも工場等が進出している。

#### 工業
主な事業所
- SUBARU群馬製作所（スバル町）、同群馬製作所矢島工場（庄屋町）
- 日本ミシュランタイヤ 本社・太田サイト（植木野町）
- 三菱電機群馬製作所（岩松町）
- サッポロビール群馬工場（新田木崎町）
- サッポロビール群馬焼酎工場（世良田町）
- 日野自動車新田工場（新田早川町）
- 澤藤電機（新田早川町）
- AGF関東（世良田町）
- キッコーマン群馬工場（世良田町）
- 明電舎太田事業所（西新町）
- コクヨ群馬工場（新田反町町）
- オギハラ（高林寿町）
- イチタン（新道町）
- モメンティブ・パフォーマンス・マテリアルズ・ジャパン（旧称：GE東芝シリコーン）太田事業所（西新町）
- NECパーソナルコンピュータ（旧称：NECパーソナルプロダクツ）群馬事業場（西矢島町）
- センコー北関東ロジスティクスセンター（新田大町）

工業団地
- 東部工業団地（東新町地内）（UDトラックス、三和シヤッター工業など）
- 西部工業団地（西新町地内）
- 尾島工業団地 （世良田町地内）（ボッシュ、アルフレッサ ファーマ）
- 尾島第二工業団地（世良田町地内）（味の素AGF、キッコーマン）
- 新田中部工業団地（新田木崎町、新田反町町地内）（コクヨ、王子製鉄）
- 新田西部工業団地（新田早川町地内）（日野自動車、澤藤電機）
- 藪塚工業団地（大原町地内）

### 第三次産業

#### 商業
ショッピングモール
- イオンモール太田（旧・イオン太田ショッピングセンター）（石原町、2003年（平成15年）12月5日開店[38]）
- パワーモールおおた（飯塚町）
- ニコモール新田（新田市野井町）
- 太田東ショッピングモール（植木野町）
- 下田島ショッピングモール（下田島町、2004年（平成16年）12月21日開店[39]）
- 小舞木ショッピングセンター（小舞木町）

スーパーマーケット
- イオン太田店（旧・ジャスコ太田店）（イオンモール太田内、石原町）
- Aコープブレイス（新田市野井町）、新田店（新田早川町）
- ベイシア 尾島店（安養寺町）、おおたモール店（パワーモールおおた内、飯塚町）、フーズパーク太田丸山店（丸山町）
- とりせん 太田新井店（新井町）、東矢島店（東矢島町）、下田島店（下田島町）[40]、城西の杜店（城西町）[41]、大原店（大原町）[42]、太田八幡町店（八幡町）
- フレッセイ 宝泉店（宝町）、 太田飯塚店（飯塚町）
- アバンセ藪塚店（大原町）
- コープぐんま 新井店（新井町）、藪塚店（大原町）
- ヤマグチ太田韮川店（台之郷町）
- ヤオコー太田小舞木店（小舞木町、2007年（平成19年）4月6日開店[43]）
- ベルク 、太田植木野店（植木野町）[44]、フォルテ太田店（脇屋町）、クルベ竜舞店（竜舞町）[45]
- ジャパンミート生鮮館新田店（ニコモール新田内、新田市野井町）

ホームセンター
- ジョイフル本田 新田店（新田市野井町）
- カインズホーム おおたモール店（パワーモールおおた内、飯塚町）、太田丸山店（丸山町）
- ビバホーム 藪塚店（大原町）
- コメリハードアンドグリーン 新田店（新田木崎町）、太田大島店（大島町）
- ニトリ 太田店（南矢島町）、イオンモール太田店（石原町）

ディスカウントストア
- ドン・キホーテ 太田店（内ケ島町）[46]
- トライアル 太田由良店（由良町）

家電量販店
- ヤマダデンキ テックランドNew太田飯田町店（飯田町）
- PC DEPOT 太田店（飯塚町）
- デンキチパワーモールおおた店（パワーモールおおた内、飯塚町）
- ケーズデンキ 太田店（高林寿町）
- ジョーシン太田イオンモール店[47]（イオンモール太田内、石原町）

映画館
- イオンシネマ太田（イオンモール太田内、石原町）

### 金融機関
- 群馬銀行 太田支店、太田中央支店、太田西支店、韮川支店、新田支店、尾島支店、大原支店など
- 足利銀行 太田支店、太田南支店など
- 東和銀行 太田支店、太田西支店、高林支店、韮川支店
- 栃木銀行 太田支店
- ゆうちょ銀行 太田店
- 三井住友銀行 太田支店
- イオン銀行 イオンモール太田店
- アイオー信用金庫 太田営業部 藤阿久支店 高林支店 韮川支店 新田支店
- 桐生信用金庫 太田支店など
- しののめ信用金庫 藪塚支店
- ぐんまみらい信用組合 太田宝泉支店、尾島支店、新田支店、高林支店
- あかぎ信用組合 太田支店 新田町支店

## 情報・生活

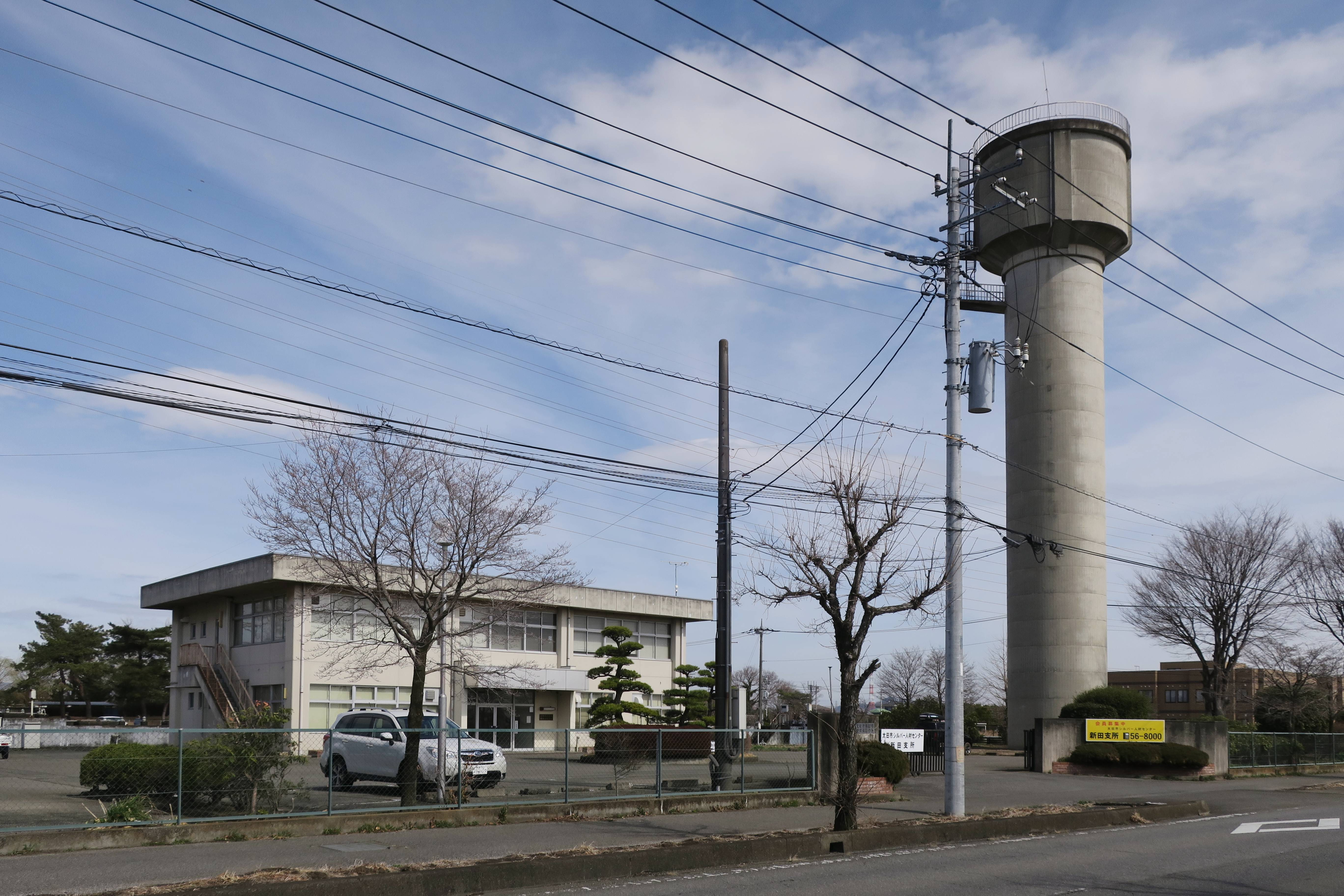
新田水道

### マスメディア

#### 放送局
ラジオ放送
- おおたコミュニティ放送（エフエム太郎）

### ライフライン

#### 上下水道
- 群馬東部水道企業団
- 新田水道
- 東毛工業用水道事務所

## 交通
SUBARUの企業城下町であるためか自動車の依存度が高く、ラッシュ時の渋滞が激しい。

### 空港
かつて旧太田町時代には、中島飛行機の計画として「太田町を中心とする電車環状線構想」があった。宝泉村由良・藤阿久地区に住宅1000戸が完成するため太田・宝泉間に電車線を敷き、ゆくゆくは尾島-沢野-小泉-太田を結ぶ環状鉄道計画であった。しかし東武鉄道小泉線が実現したため夢の環状線となった。

### 鉄道
鉄道は東武鉄道太田駅からたすき状に4方向へと路線が伸び、県内東部（東毛）の交通の要衝の1つとなっている。特急りょうもうが太田駅と藪塚駅（一部木崎駅に停車）に停車し、浅草駅まで運行されているが、東京都心への接続は良好とは言えない。そのため、北千住駅で東京メトロ（日比谷線・千代田線・半蔵門線）に乗り換える人も少なくない。また、所要時間が浅草まで約80分で、なおかつ特急料金も含まれて2,000円以上もするため、熊谷駅や籠原駅からJR高崎線を利用する市民もいる（熊谷から東京駅まで約70分・新宿駅まで約65分、共に1,140円）。

#### 鉄道路線
市内には東武鉄道が3路線（4方面に）走っているが、太田駅に発着する普通列車はすべてワンマン運転となっており、昼間は乗客も少ない。前述の通り自動車への依存度が高いためか、市内を通る東武桐生線沿線民のうち年に一度も鉄道を利用しない層が約6割に上るという。東京方面に行く場合は東武伊勢崎線特急「りょうもう号」で、北千住駅まで約70分。また隣接する埼玉県熊谷市の熊谷駅からJR高崎線を利用する乗客も多い。
市内にある東武鉄道の駅は9駅で、栃木県日光市の13駅に次ぎ2番目に多い。また、同じ市内に東武鉄道の路線が3路線ある自治体は本市と同県の館林市のみである。
人口20万人以上の特別区および市の中でJRの駅が無いのは太田市の他に、茨城県つくば市、埼玉県春日部市、埼玉県草加市、千葉県八千代市、東京都世田谷区、東京都目黒区、東京都文京区、東京都練馬区、東京都調布市、東京都西東京市、神奈川県大和市、神奈川県厚木市、愛知県豊田市、大阪府豊中市、沖縄県那覇市がある。これらは目黒区・文京区・大和市を除きJRの鉄道路線自体が通らないことも共通する。
東武鉄道
■伊勢崎線

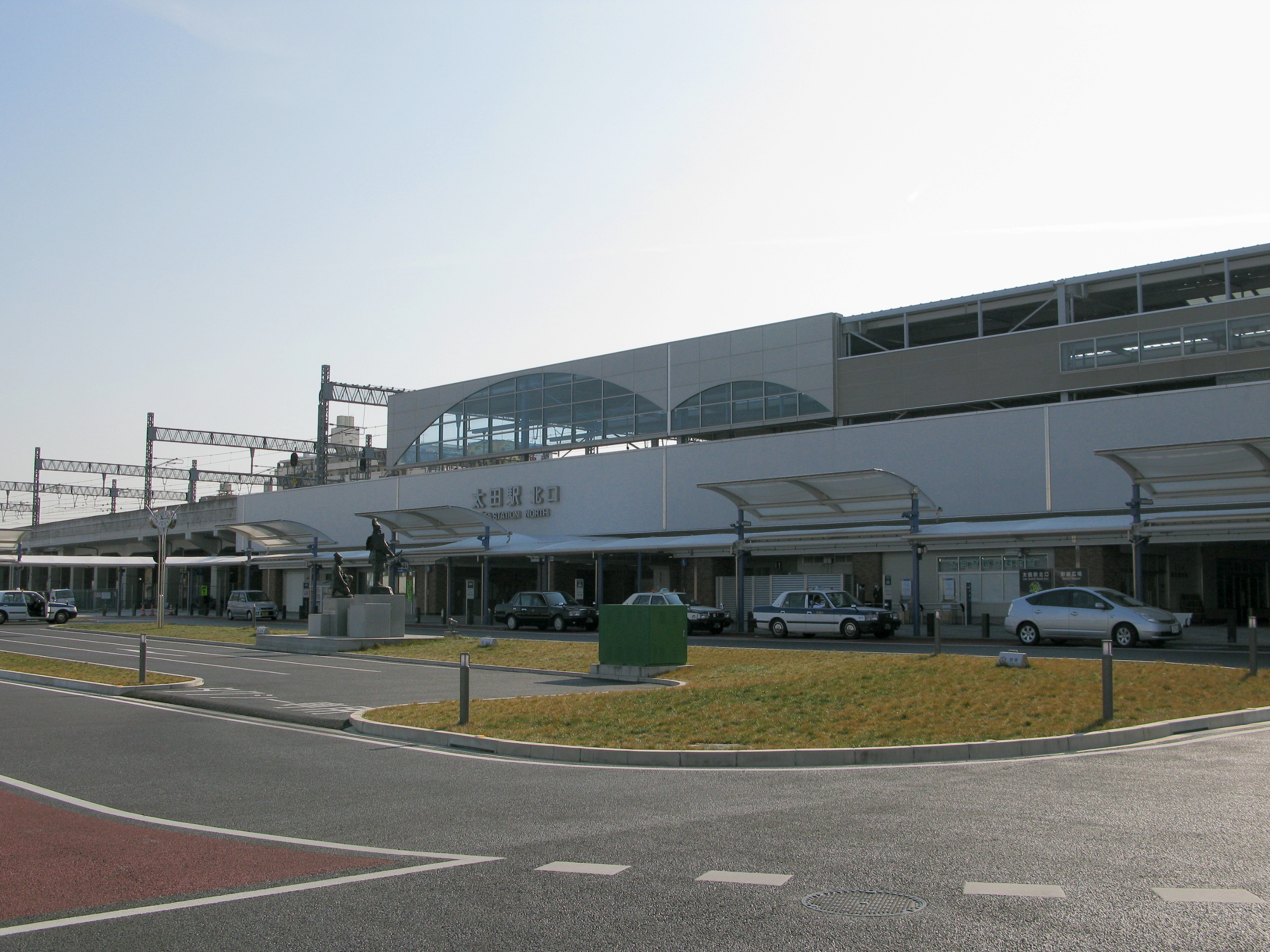
太田駅北口

- 世良田駅 - 木崎駅 - 細谷駅 - 太田駅 - 韮川駅

■桐生線
- 太田駅 - 三枚橋駅 - 治良門橋駅 - 藪塚駅

■小泉線
- 太田駅 - 竜舞駅

### バス
かつては市内に東武バスの路線が複数あったが、現在は東武鉄道系の朝日自動車（太田営業所）による太田駅 - 熊谷駅の路線があるのみである。
現在は、太田市が主体となり路線バス・シティライナーおおた（市内にある矢島タクシーに運行を委託）のほか、デマンドバス（予約制バス）「おうかがい市バス」、市営無料バスを運行している。
そのほかBUSターミナルおおたから各地への長距離バスなどがある。

#### 路線バス
- 朝日自動車
  - 太田駅南口 - 熊谷駅北口
  - 西矢島 ← 熊谷駅北口（深夜バス）
  - 西小泉駅 - 熊谷駅北口（太田駅路線との分岐点である古戸川岸停留所付近のみ当市内経由）
- 矢島タクシー
  - イオンモール太田線[52]
    - 太田駅南口 - イオンモール太田
- 市営・シティライナーおおた[53]
  - 太田駅北口 - 新田暁高校
  - 太田駅北口 - 尾島歴史公園
- 邑楽町公共バス[54]
  - 太田記念病院 - 本島病院前 - 太田駅北口 - イオンモール太田 - 邑楽町役場
- 広域公共バスあおぞら[54]
  - 太田記念病院 - 本島病院前 - 太田駅南口 - BUSターミナルおおた - 大泉町役場 - 千代田町役場

#### おうかがい市バス
市内全域で75歳以上の身体障がい者および重度の知的・精神障がい者を対象に運行する事前予約制の福祉バス。前日までに利用時間や目的地を告げて予約すると、自宅から市内の商店・病院、最寄り駅などまで送迎してくれる。一見、コストがかかりそうなシステムだが、朝夕はスクールバスを運転する運転手が昼間に市バスを運転するなど別の事業との組み合わせで無駄を廃している。
デマンドバス・矢島タクシーに運行委託している。
当初は無料で運行していたが、2012年4月に片道100円に 有料化。所定の条件を満たす交通弱者に拡大してハードルを下げた一方で、所定の停留所（自宅近くおよび目的地近く）を指定する形になった。

#### 市営無料バス（おおたんバス）
2018年4月1日運行開始。スクールバスの車両を使用する。
路線
- 西バス系統
  - 藪塚駅 - ジョイフル本田新田店 - 木崎駅南口 - 尾島温泉利根の湯
  - 早川経由：ジョイフル本田新田店 - いずみ団地南 - 綿打中学校前 - ジョイフル本田新田店
- 東バス系統：イオンモール太田 - 竜舞駅南口 - BUSターミナルおおた
- 韮川・鳥之郷線（毛里田地区・強戸地区経由）：イオンモール太田 - 毛里田行政センター - 太田記念病院
- 宝泉・新田線（パルタウン城西の杜経由）：ジョイフル本田新田店 - 宝泉行政センター - 太田記念病院

#### 長距離バス路線
飯塚町にBUSターミナルおおたがあり、長距離バスが発着している。
- 成田空港ゆき「メープル号」
- 羽田空港ゆき「エアポートリムジン」
- 名古屋・金沢・京都・大阪ゆき「シルクライナー」
- 仙台ゆき「仙台ライナー」

### 道路
2007年までは市内には高速道路がなく、近隣の高速道路は東北自動車道・館林ICや佐野藤岡IC、関越自動車道・東松山IC、北関東自動車道・伊勢崎ICなどだった。
2008年3月8日に北関東自動車道が太田桐生ICまで延伸し、高崎JCTで関越自動車道に接続できる様になり、長野県（藤岡JCTで上信越自動車道経由）や新潟県にも短時間で行くことができるようになった。
さらに、2011年3月19日には太田桐生ICと佐野田沼IC間が開通し同自動車道は全線開通となり、岩舟JCTで東北自動車道との接続も可能になり、東北地方や茨城県に行くことができるようになった。
しかし都心へは、花園ICや東松山ICから関越道、館林ICから東北道を利用した方が速い場合もある。
勿論、一般道で1時間もかかる前橋市や高崎市へも30分ほどで行けるようになった。更に2014年には東毛広域幹線道路（国道354号）の全線開通により 県内東西交通の利便性が増し、2016年には市内西部を南東から北西に通る国道17号 上武道路が全線開通し、東京都心や埼玉県方面と関越自動車道渋川伊香保ICへのアクセスの利便性の向上と伊香保温泉へのアクセスも向上した。

#### 高速道路
- 北関東自動車道：
  - 太田藪塚IC（大原町）
  - 太田強戸PA/スマートIC（成塚町・大鷲町・北金井町）
  - 太田桐生IC（東今泉町）

#### 国道
- 国道17号（上武道路）
- 国道50号
- 国道122号
- 国道354号 （東毛広域幹線道路）
- 国道407号

#### 県道
主要地方道
- 群馬県道2号前橋館林線
- 群馬県道14号伊勢崎深谷線
- 群馬県道38号足利千代田線
- 群馬県道39号足利伊勢崎線
- 群馬県道68号桐生伊勢崎線
- 群馬県道69号大間々世良田線
- 群馬県道78号太田大間々線

一般県道
- 群馬県道128号佐野太田線
- 群馬県道142号綿貫篠塚線
- 群馬県道254号毛里田坂西線
- 群馬県道256号竜舞足利線
- 群馬県道275号由良深谷線
- 群馬県道276号新堀尾島線
- 群馬県道292号伊勢崎新田上江田線
- 群馬県道294号国定藪塚線
- 群馬県道298号平塚亀岡線
- 群馬県道301号妻沼小島太田線
- 群馬県道311号新田上江田尾島線
- 群馬県道312号太田境東線
- 群馬県道313号太田大泉線
- 群馬県道314号古戸館林線
- 群馬県道315号大原境三ツ木線
- 群馬県道316号太田桐生線
- 群馬県道319号藪塚停車場線
- 群馬県道321号金山城址線
- 群馬県道323号鳥山竜舞線
- 群馬県道332号桐生新田木崎線
- 群馬県道341号太田熊谷線

#### 市道
- 太田市道太田環状線
- ラフィエット通り
- バーバンク通り

#### 道の駅
- 道の駅おおた

## 教育

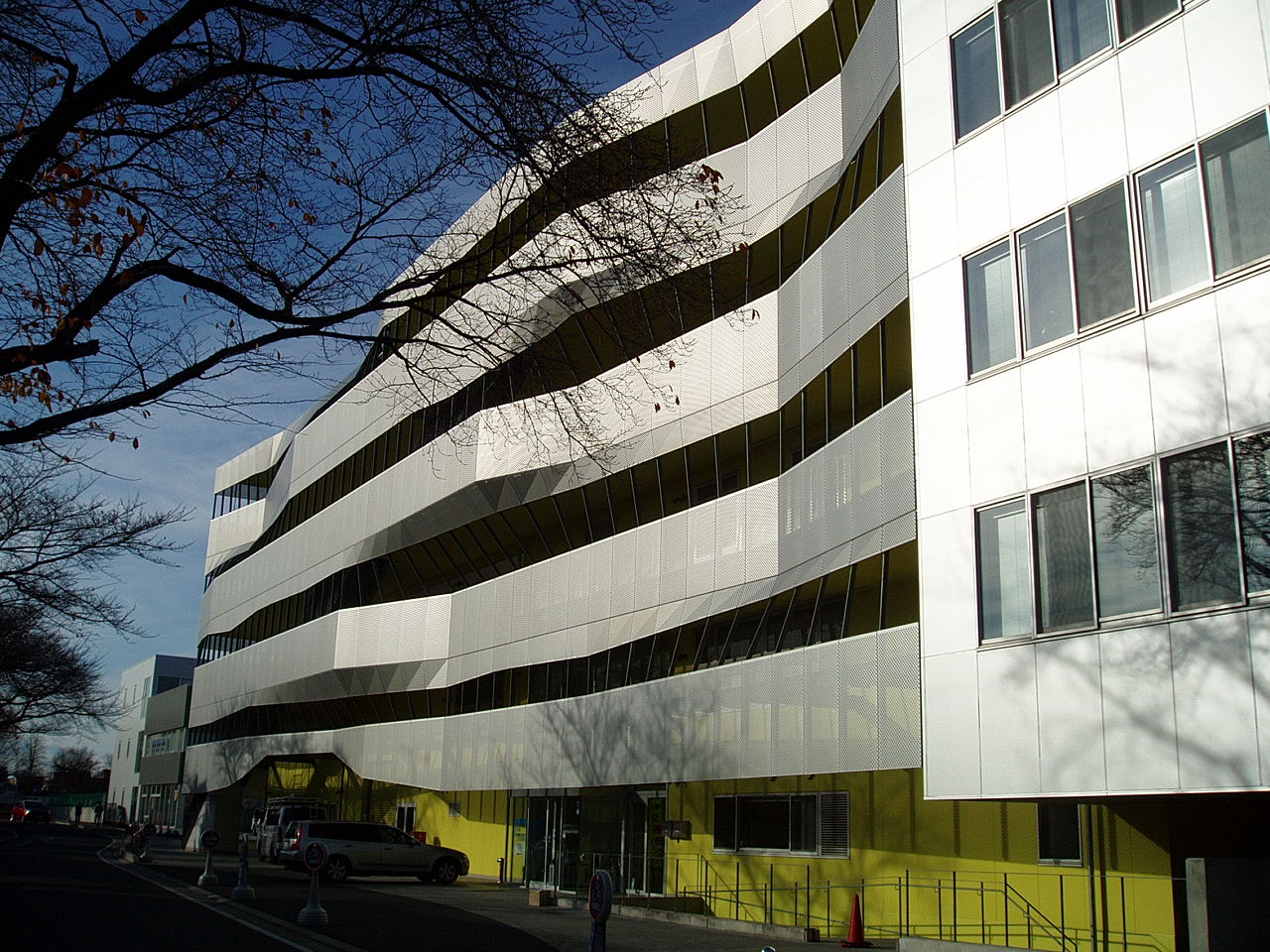
群馬大学太田キャンパス

太田市教育委員会は尾島庁舎内にある。

### 大学・短期大学
- 国立
  - 群馬大学太田キャンパス、理工学部（2008年度開設、本町）
- 私立
  - 関東学園大学（藤阿久町）

#### 廃校
- 私立
  - 群馬松嶺福祉短期大学（2011年、廃止）

### 専門学校・その他
- 太田情報商科専門学校（東長岡町）
- 太田医療技術専門学校（東長岡町）
- 太田自動車大学校（東金井町）
- 太田高等看護学院（八幡町）

### 高等学校
- 県立
  - 群馬県立太田高等学校（西本町）
  - 群馬県立太田女子高等学校（八幡町）
  - 群馬県立太田東高等学校（台之郷町）
  - 群馬県立太田工業高等学校（茂木町）
  - 群馬県立太田フレックス高等学校（下田島町）
  - 群馬県立新田暁高等学校（新田大根町）
- 市立
  - 太田市立太田高等学校（細谷町）
- 私立
  - ぐんま国際アカデミー高等部（内ヶ島町）※小中高併設
  - 常磐高等学校（飯塚町）

#### 廃校
- 県立
  - 群馬県立太田西女子高等学校（2007年、群馬県立太田フレックス高等学校新設のため、廃校）

### 義務教育学校
- 太田市立北の杜学園

### 中学校
- 太田市立西中学校（八幡町）
- 太田市立東中学校（飯塚町）
- 太田市立南中学校（高林北町）
- 太田市立旭中学校（飯塚町）
- 太田市立城西中学校（新野町）
- 太田市立城東中学校（韮川町）
- 太田市立休泊中学校（龍舞町）
- 太田市立宝泉中学校（宝町）
- 太田市立毛里田中学校（矢田堀町）
- 太田市立強戸中学校（石橋町）
- 太田市立尾島中学校（亀岡町）
- 太田市立木崎中学校（新田木崎町）
- 太田市立綿打中学校（新田上田中町）
- 太田市立生品中学校（新田市野井町）
- 太田市立藪塚本町中学校（大原町）
- 太田市立太田中学校（細谷町）※太田市立太田高等学校との間で併設型中高一貫教育を行っている。
- 私立ぐんま国際アカデミー中等部（内ヶ島町）※小中高併設

### 小学校
| - 太田市立太田小学校（本町） - 太田市立中央小学校（飯田町） - 太田市立九合小学校（飯塚町） - 太田市立宝泉東小学校（藤久良町） - 太田市立旭小学校（飯塚町） - 太田市立韮川小学校（台之郷町） - 太田市立鳥之郷小学校（大島町） - 太田市立沢野小学校（福沢町） - 太田市立沢野中央小学校（富沢町） - 太田市立城西小学校（鳥山下町） - 太田市立宝泉小学校（由良町） - 太田市立宝泉南小学校（中根町） - 太田市立休泊小学校（龍舞町） | - 太田市立南小学校（高林東町） - 太田市立駒形小学校（矢場新町） - 太田市立毛里田小学校（矢田堀町） - 太田市立強戸小学校（石橋町） - 太田市立尾島小学校（亀岡町） - 太田市立世良田小学校（世良田町） - 太田市立木崎小学校（新田木崎町） - 太田市立綿打小学校（新田大根町） - 太田市立生品小学校（新田村田町） - 太田市立藪塚本町小学校（大原町） - 太田市立藪塚本町南小学校（六千石町） - 私立ぐんま国際アカデミー初等部（西本町）※小中高併設 |

### かつて存在した教育施設

#### かつて存在した大学・短期大学、専門学校
- 群馬農林専門学校 (旧制)（熊野町、1946年開校、1947年廃校）→紅陵大学専門学校→紅陵大学（現拓殖大学）短期大学（小泉町、1948年開校、1955年閉校）[60]
- 群馬松嶺福祉短期大学（内ケ島町、2011年廃校）[61]

#### かつて存在した高等学校
- 私立新田農業高校（木崎町、1948年開校）→新田農業高校（1951年閉校）[62]
- 私立金山高等家政女高校（太田町、1948年開校）→金山高等学校（1952年閉校）[62]

#### かつて存在した中学校
- 太田市立北中学校（熊野町、2021年3月31日閉校）→太田市立北の杜学園[63]

#### かつて存在した小学校
- 太田市立太田東小学校（東本町、2021年3月31日閉校）→太田市立北の杜学園[63]
- 太田市立韮川西小学校（安良岡町、2021年3月31日閉校）→太田市立北の杜学園[63]

### 特別支援学校
- 群馬県立太田特別支援学校（藤阿久町）
- 群馬県立太田高等特別支援学校（藤阿久町）

### 研修施設
- 東毛少年自然の家（藪塚町）

### 小学校・中学校の学区
太田市内の公立小学校、中学校の学区は以下の通りとなっている。学区は行政区（太田市の行政区についてはこちらを参照）によって決まっている。
| 区域（行政区） | 小学校           | 中学校         |
| --- | ---------------- | -------------- |
| 3丁目、4丁目、5丁目、西本町、大門仲町、入町、双葉町、浜町1区、浜町2区、浜町3区、八幡南、八幡北、八幡西 | 太田小学校       | 西中学校       |
| 大島町1区、大島町2区、長手町、鶴生田町東、鶴生田町西、鳥山上町、鳥山中町、鳥山下町、三枚橋 | 鳥之郷小学校     | 西中学校       |
| 飯塚町の一部（市道飯塚西新町線以北）、飯田町の一部（県道竜舞鳥山線以南）、南新井町、内ケ島町の一部（県道竜舞鳥山線以南）、小舞木町の一部（県道竜舞鳥山線以南） | 九合小学校       | 東中学校       |
| 飯田町の一部（県道竜舞鳥山線以北）、新井町、内ケ島町の一部（県道竜舞鳥山線以北）、内ケ島町目塚、新島町、小舞木町の一部（県道竜舞鳥山線以北） | 中央小学校       | 東中学校       |
| 福沢町、岩瀬川町、下浜田町、細谷町、米沢町 | 沢野小学校       | 南中学校       |
| 富沢町、牛沢町、牛沢団地、高林北町 | 沢野中央小学校   | 南中学校       |
| 西矢島町の一部（市道1級31号線以南）、高林東町、高林西町、高林南町、高林寿町、末広町、古戸町、南矢島町 | 南小学校         | 南中学校       |
| 台之郷町1区、台之郷町2区の一部（韮川用水路以西）、台之郷町3区、台之郷町4区、台之郷町5区、台之郷町6区、安良岡町の一部（休泊堀用水路以東）、石原町1区、石原町2区、東長岡町馬場の一部（休泊堀用水路以東）                                                                      | 韮川小学校       | 城東中学校     |
| 龍舞町1区、龍舞町2区、龍舞町3区、龍舞町竜内、沖之郷町、茂木町、下小林町1区、下小林町2区、八重笠町 | 休泊小学校       | 休泊中学校     |
| 成塚町、北長岡、西長岡町、菅塩町、北金井町、大鷲町、上強戸町、中強戸、下強戸、石橋町、寺井町、天良町 | 強戸小学校       | 強戸中学校     |
| 由良町林、由良町諏訪、由良町北上、由良町西上、別所町、沖野町、西野谷町、上田島1区、上田島2区、宝町 | 宝泉小学校       | 宝泉中学校     |
| 中根町、東田島、西田島1区、西田島2区、泉町 | 宝泉南小学校     | 宝泉中学校     |
| 只上町1区、只上町2区、市場町1区、市場町2区、高瀬町、富若町、東今泉町、緑町、矢田堀町、吉沢町1区、吉沢町2区、丸山七日市、原宿町 | 毛里田小学校     | 毛里田中学校   |
| 藤阿久本村、藤阿久椿森、藤久良町1区、藤久良町2区、藤久良町3区、藤久良町4区、由良町寺家、由良町体宮、新道町の一部 | 宝泉東小学校     | 城西中学校     |
| 新野町、城西町、新道町の一部、脇屋町 | 城西小学校       | 城西中学校     |
| 台之郷町2区の一部（韮川用水路以東）、上小林町の一部（休泊堀用水路以東）、矢場町、矢場新町、植木野町 | 駒形小学校       | 城西中学校     |
| 飯塚町の一部（市道飯塚西新町線以南）、西矢島町の一部（市道1級31号線以北）、東矢島町、東別所町 | 旭小学校         | 旭中学校       |
| 尾島町、阿久津岩松、尾島東部、前小屋南ヶ丘、尾島南部、わかば、亀岡軽浜、大舘安養寺、粕川町 | 尾島小学校       | 尾島中学校     |
| 世良田上、世良田中、世良田下、徳川出塚 | 世良田小学校     | 尾島中学校     |
| 木崎上町、木崎仲町、木崎下仲上田島、木崎下町、木崎神明、中江田北高尾、中江田南下江田、赤堀、反町の一部 | 木崎小学校       | 木崎中学校     |
| 下村田、村田、上村田、村田東、小金井南、小金井北、市野井北、市野井南、反町、市多村新田、市野倉、瑞木 | 生品小学校       | 生品中学校     |
| 大根、上江田、下田中、花香塚、上田中、上中溜池権萩、大、金井嘉祢、早川 | 綿打小学校       | 綿打中学校     |
| 寺下、杉塚1区、杉塚2区、中原、台、滝之入、湯之入、三島、西野、山之神、寄合、大原上、大原1区、大原2区の一部（県道境三ツ木線以東）、大原3区の一部（県道境三ツ木線以東）、大原4区、大原5区の一部（県道境三ツ木線以東）、大原6区の一部（県道大間々世良田線以東）、大原7区の一部 | 藪塚本町小学校   | 藪塚本町中学校 |
| 百石、新星、大原2区の一部（県道境三ツ木線以西）、大原3区の一部（県道境三ツ木線以西）、大原5区の一部（県道境三ツ木線以西）、大原6区の一部（県道大間々世良田線以西）、大原7区、西ヶ原、大久保1区、大久保2区、大久保3区、六千石                                                | 藪塚本町南小学校 | 藪塚本町中学校 |
| 1丁目、2丁目、栄町、上小林町の一部（休泊堀用水路以西）、東金井町1区、東金井町2区、安良岡町の一部（休泊堀用水路以西）、東長岡町伊豆山、東長岡町馬場の一部（休泊堀用水路以西）、熊野町                                                                                        | 北の杜学園       | 北の杜学園     |

## 観光

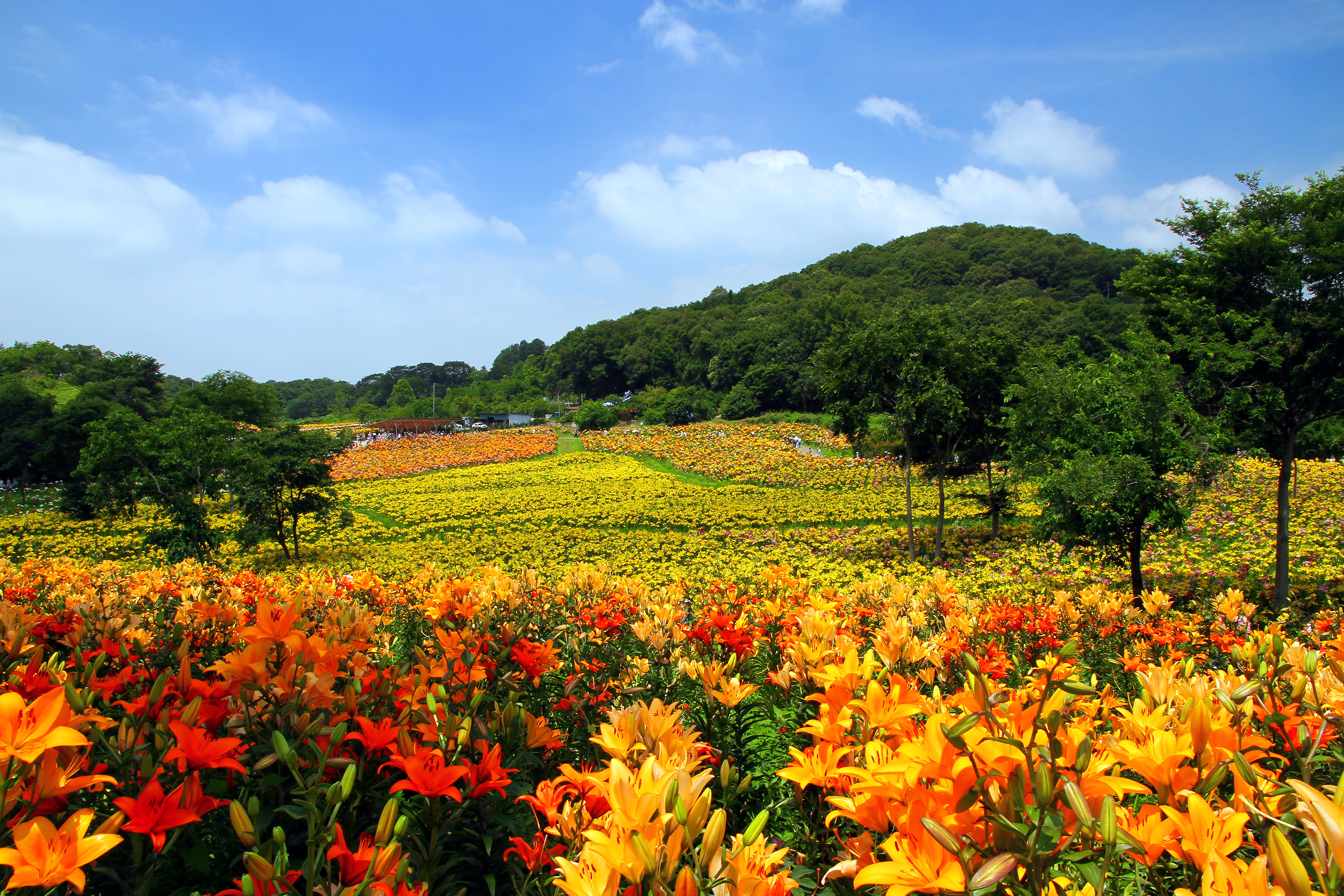
太田吉沢ゆりの里（現存しない）

明治以降も金山大光院は各地からの行楽客で賑った。東京から郊外電車が走る目的地の1つだった。古墳時代の東国文化、『太平記』や建武の新政への影響、徳川氏の発祥、高山彦九郎の幕末の志士への影響などの史実がある。
SUBARUの企業城下町であることから、同社にちなんだ「スバル最中」（伊勢屋）、「スバルサブレ」（新虎） といった土産菓子がある。
近年では、太田市内に焼きそば店が多く営業することから、市の観光協会では「焼きそばの街」としての売り込みを始め、太田焼きそばとして知られている。
太田市北部運動公園は春季には芝桜が、秋季から冬季にかけてイルミネーションが見られ、北関東自動車道からも一望できる。
市内北西部の藪塚町には、ジャパンスネークセンターがあり、日本で唯一、ヤマカガシの毒に対する血清の製造・保存を行っている。

### 名所・旧跡

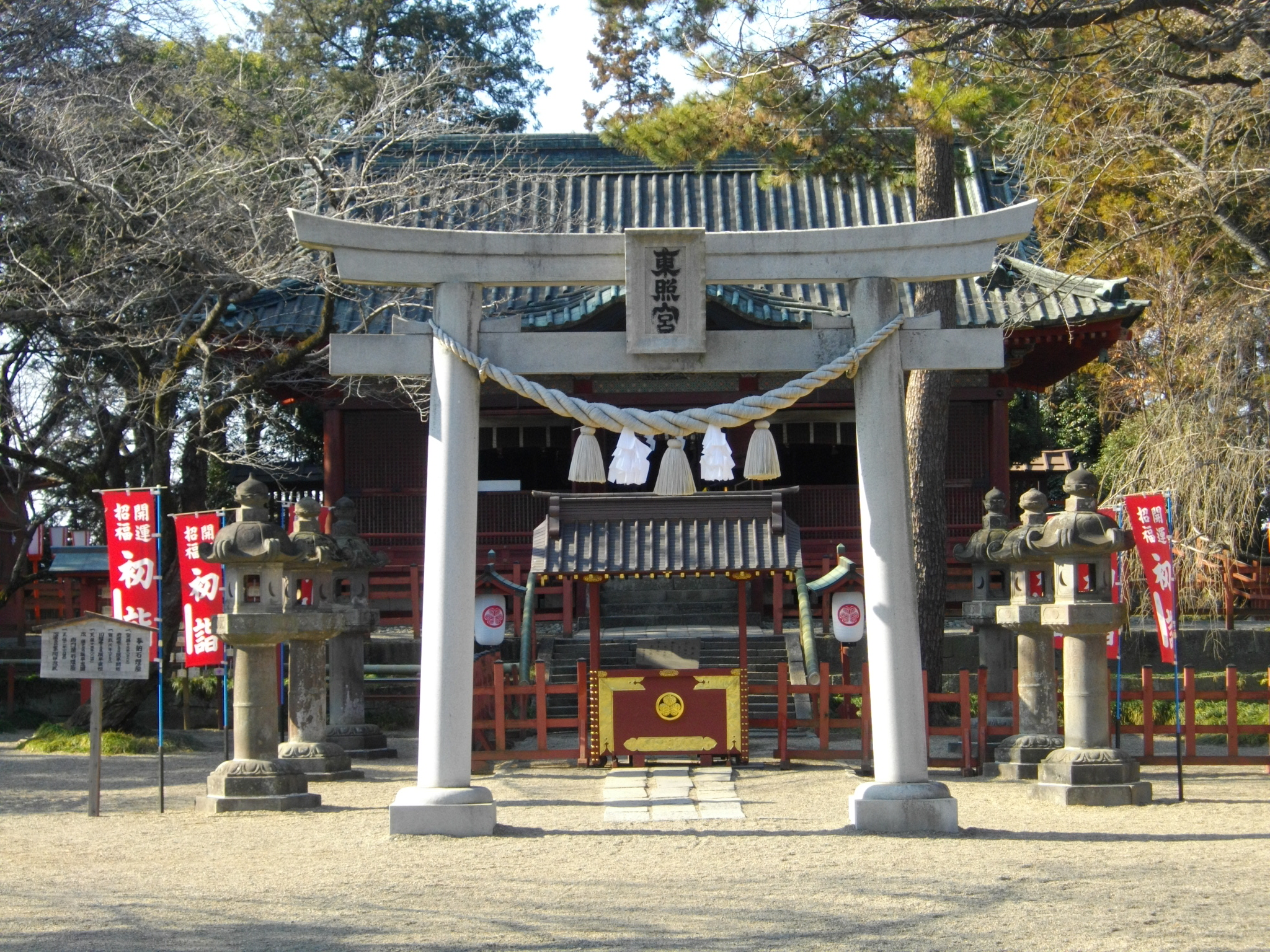
世良田東照宮

市内全体に史跡が点在しているが、特に尾島地域は「徳川氏発祥の地」と呼ばれ世良田東照宮などの史跡があり、「尾島歴史公園」がある。縁切寺満徳寺も世界で2つしかない縁切寺として海外のマスコミに取り上げられている。又、埴輪（国宝、国の重要文化財）など数多くの貴重な文化財が出土している。
- 埴輪 挂甲武人（国宝） - 飯田町の長良神社境内より出土される。現在東京国立博物館所蔵。
- 塚廻り古墳群（龍舞町） - 出土品は国の重要文化財に指定され、現在群馬県立歴史博物館、群馬県埋蔵文化財調査センターに保管・展示されている。
- 太田天神山古墳（内ケ島町） - 東日本最大の前方後円墳（国の史跡）
- 新田金山城（国の史跡）
- 金山 - 市中心部にそびえる山
- 大光院（金山町）
- 世良田東照宮（世良田町）
- 長楽寺（世良田町）
- 太田市立新田荘歴史資料館（世良田町）
- 太田市立縁切寺満徳寺資料館（徳川町）
- 太田市立藪塚本町歴史民俗資料館（藪塚町）
- 太田市立高山彦九郎記念館（細谷町）
- 太田市立大隅俊平美術館
- 反町薬師（新田反町町）
- 生品神社（新田市野井町）
- 冠稲荷神社（細谷町） - ボケの花が有名
- 太古庵 - 1938年開館の博物館
- 世良田八坂神社（世良田町）[66]
- 太田吉沢ゆりの里（吉沢町） - 主にイノシシの食害による壊滅的な被害により[67] 2018年度をもって閉園された。

### 観光スポット

#### レジャー・歓楽街
- ぐんまこどもの国
- 八王子農園
- 三日月村
- カンケンプラザWOW（かつて太田コロナワールドがあったが、2012年3月で閉鎖。同4月にNEXUSが太田スマイルタウンとしてリニューアル）
- ジャパンスネークセンター
- スバルビジターセンター
- 南一番街

#### 温泉
- やぶ塚温泉（藪塚町、藪塚本町地域）
- 温泉施設
  - 太田金山温泉・安眠の湯（下小林町、太田地域〈イオンモール太田に隣接〉）
  - ユーランド新田（新田金井町、新田地域）
  - 尾島・利根の湯（備前島町、尾島地域）
  - 天然温泉 湯楽部（植木野町、太田地域〈旧コロナの湯、太田スマイルタウン内〉）

## 文化・名物

### 祭事・催事
- おおた芝桜まつり（4月上旬 - 5月上旬） 東日本最大級の100万本の芝桜が植えられ観光地として定着しつつある。
- 八瀬川桜まつり（4月上旬）
- 太田まつり（7月第3土曜・日曜）
- 新田まつり（8月第2土曜・日曜）
- 藪塚まつり（8月第1土曜）
- 尾島ねぷたまつり（8月14日・15日）
- 航空ページェント（尾島町地域）（11月3日）
- 出雲神社えびす講（伊佐須美神社境内）（11月19日・11月20日）
- 公式ゆるキャラ　おおたん

### 名産・特産
- 小玉すいか（藪塚本町地域）
- やまといも（尾島地域）

### スポーツ
毎年1月1日に行われる全日本実業団対抗駅伝大会（ニューイヤー駅伝）は伊勢崎市から国道354号を経由して太田市役所本庁舎前が第4中継所（4区→5区）となっており、県道太田桐生線を経由して桐生市に抜けるコースをとる。

#### スポーツチーム
- SUBARU陸上競技部 - ニューイヤー駅伝への出場と地域社会の活性化への貢献を目的として1998年6月に太田市を拠点に結成されたものである。
- SUBARU硬式野球部（旧：富士重工業硬式野球部） - 1953年に創部。太田市に本拠地を置く社会人野球の企業チーム。練習グラウンドは太田市運動公園野球場。
- 太田球友硬式野球倶楽部 - 太田市に本拠地を置く社会人野球のクラブチーム。
- 群馬クレインサンダーズ - B.LEAGUEに所属する男子プロバスケットボールチーム。2020-2021シーズンまでホームタウンだった県庁所在地である中毛地区の前橋市から移転した[68]。

また、かつては、ジャパンラグビーリーグワンのパナソニックワイルドナイツ（旧：三洋電機ワイルドナイツ）が練習場を置いていた。

## 出身関連著名人

### 出身著名人

#### 歴史上の人物
- 新田義貞（鎌倉時代から南北朝時代の武将）
- 新田義助（鎌倉時代から南北朝時代の武将）
- 新田義季（徳川氏の遠祖）
- 新田経義（強戸氏の遠祖）[69]
- 高山彦九郎（江戸時代の尊王思想家）

#### 政治家・経済人
- 荒井正昭（オープンハウスグループ創業者、日本の富豪ランキング20位）
- 大澤正明（群馬県知事〈公選第17-19代〉）
- 柿沼正明（衆議院議員、元みずほコーポレート銀行員）
- 小山五郎（元三井銀行会長）
- 渋沢市郎（子爵・渋沢栄一の妹婿、旧姓・須永、埼玉県会議員）
- 澁澤金三郎（三菱銀行取締役）
- 初代澁澤金蔵（質商、政治家）
- 二代澁澤金蔵（群馬県多額納税者、銀行家）
- 三代澁澤金蔵（群馬県多額納税者、貴族院議員）
- 清水聖義（前太田市長）
- 須永好（衆議院議員）
- 須永徹（衆議院議員）
- 関口志行（衆議院議員、前橋市長）
- 戸澤久夫（元太田市長）
- 中島知久平（衆議院議員、立憲政友会中島派〈革新派〉総裁、SUBARUの前身である中島飛行機の創立者）
- 中島源太郎（衆議院議員、第110代文部大臣、中島知久平の息子）
- 中島洋次郎（衆議院議員、中島源太郎の次男）
- 葉住利蔵（衆議院議員）
- 長谷川嘉一（衆議院議員）
- 伏島近蔵（実業家）
- 穂積昌信（太田市長）
- 武藤金吉（衆議院議員、上野新聞社長）
- 栗原耕徳（実業家）

#### 学者
- 斎藤功（地理学者、旧新田町出身[70]）
- 糸川英夫（工学者）：専門は宇宙工学

#### 文化人
- 田中純一郎 - 松倉寿一（元キネマ旬報編集長、映画史家）
- 大隅俊平（日本刀人間国宝）
- 山田久美（女流棋士）
- ちば拓（漫画家）
- ほるまりん - 高柳裕一（漫画家）
- 伊平崇耶（日活プロデューサー、構成作家）
- 対比地一正（コンテンポラリーアーティスト）
- 今井一隆(演出家)
- 岐部昌幸（構成作家）
- 片岡達也 （デザイナー）

#### 芸能人
- 内田彩（声優）
- 岡田浩暉（俳優）
- 翁家さん馬（落語家）
- 片岡千恵蔵（俳優）
- 桐生かほる（元女優）
- ざわちん（タレント、ものまねメイクファンタジスタ、プロメイクアップアーティスト、eスポーツプレイヤー、YouTuber）
- 柳家せん八（落語家）
- 清水依与吏（ミュージシャン、back numberのVocal&Guitar）
- TARAKO（声優、ちびまる子ちゃんの「さくらももこ」役）
- DE DE MOUSE - 遠藤大介（音楽家）
- 平田弥里（タレント、グラビアアイドル）
- ほずにゃむ（『小悪魔ageha』）
- 三國連太郎（俳優、出生地）
- 松下桂子（「しじみとさざえ」のしじみ）
- 舞雛かのん（元宝塚歌劇団月組娘役)
- 片岡凜（女優）

#### スポーツ選手
- 正田樹（元プロ野球・投手）
- 室田淳（プロゴルファー）
- 岡部幸雄（元騎手）
- 怨霊（プロレスラー、666所属）
- 髙橋秀聡（元プロ野球・福岡ソフトバンクホークス・オリックス・バファローズ投手）
- 中山慎也（元プロ野球・オリックス・バファローズ投手）
- 斎藤佑樹（元プロ野球・北海道日本ハムファイターズ投手）
- 周東佑京（プロ野球・福岡ソフトバンクホークス外野手、内野手）
- 西濱勇星（プロ野球・東京ヤクルトスワローズ投手）
- 高田裕司（アマチュアレスリング）
- 森田あゆみ（テニス・北京オリンピック出場）
- 中里麗美（陸上競技中・長距離走・マラソン選手）
- ラトゥクルーガー（ラグビー選手・パナソニック ワイルドナイツ）
- 鈴木武蔵（サッカー選手）
- 田中宏武（サッカー選手）
- 田中渉（サッカー選手）

#### アナウンサー
- 中村昌秀（東海テレビ放送）
- 越塚優（NHKアナウンサー）

#### その他の著名人
- 小暮理太郎（登山家）
- 吉田俊明（Togetter開発者）
- 若林宏宗（教育者）

### 関連著名人
- 彦狭島王 - 上古の上野国守により八幡山古墳（八幡町）頂上の神社に祀られ後に八幡宮を合祀。
- 源義国 - 河内源氏の棟梁源義家の四男。新田・足利両氏の祖。
- 源義重 - 源義国の嫡男で新田氏本宗家の初代。八幡荘、新田荘を継ぐ。足利氏の祖である源義康の異母兄。
- 生田隼人佐 - 源義重に仕えた武将。子孫の生田義豊は徳川家康と謁し正田と改めた。正田醤油の創業者正田文右衛門、日清製粉創業者正田貞一郎、上皇后美智子の遠祖。
- 生田万 - 居住し大門通りに私塾厚載館を開く。直後に生田万の乱を起こす。館林藩出身。
- 国良親王 - 後醍醐天皇の皇子である宗良親王の皇子。別所町に御陵がある。
- 徳川家康 - 徳川氏の先祖源義重（新田氏祖）の追善供養のため大光院を建立。
- 呑竜 - 徳川家康の命により建立された大光院の開山となった。
- 天海 - 居住？し長楽寺を天台宗に改宗し住職をした。
- 新井白石 - 先祖代々が新井町（かつては荒居、荒井、新井村）出身。
- 糸川英夫 - 八幡町に居住し中島飛行機太田製作所で九七式・隼・鍾馗等の設計に携わり実験室で独力でジェットエンジンを開発した。
- 三島由紀夫 - 学徒勤労動員で中島飛行機小泉製作所付属東矢島寮（末広住宅）に入寮。
- 百瀬晋六 - 晩年まで居住。富士重工技術者。
- 笹川博義（政治家・自民党衆議院議員、元群馬県議会議員） - 住所が太田市小舞木町[71]。

## マスコット
「おおたん」という名前の太田市のマスコットキャラクターがいる。太田市のローマ字表記 O を基調としており、全体的に丸い形になっている。4つの丸は、太田市内の4つの地区をモチーフにしており、黄、青、橙、水色はそれぞれ、「実り」、「空」、「太陽」、「清流」を表す。
市役所などでぬいぐるみやバッジを販売している。また、太田駅構内には「おおたん」の石像がある。
おおたんのイラストは申請を行えば、誰でも無料で商用利用することができる。素材集も用意されている。

## 作品
市が登場・関連する作品
- 三太郎頑張る（1944年、松竹）
- 大魔神 - 飯田町出土の国宝『埴輪 挂甲武人』がモデル。
- 大激闘マッドポリス'80（1980年、日本テレビ系ドラマ） - オープニングタイトルバックと第1話のアクションシーンを旧新田町内の廃車処理場で撮影。
- 太平記 (1991年、NHK大河ドラマ)
- リリイシュシュのすべて
- 真夜中の弥次さん喜多さん
- アンフェア the movie
- カイジ
- 放課後のプレアデス - 作中に登場するバス停留所の地名（スポンサーであるスバルの工場名の矢島、太田北、大泉）として登場。
- 群青色の、とおり道 - 太田市合併10周年記念映画。
- ネメシス（2021年、日本テレビ系日曜ドラマ）